# Llista d'episodis de Dallas
Dallas va ser una telenovel·la americana emesa en horari de prime time que tractava sobre la família Ewing, una família de Texas dedicada al negoci del petroli. La sèrie es va fer famosa per les seves deixades en suspens (cliffhangers), com el misteri de qui va disparar a en J.R.. A Catalunya també va ser famosa per ser la primera sèrie emesa per TVC, però a partir de la quarta temporada. És per aquest fet, que les primeres tres temporades no es varen doblar al català.
Segons els DVD, la minisèrie original de 1978 apareix com la 1a temporada, tot i que originalment la primera temporada era aquella que començava amb l'episodi emès el 23 de setembre de 1978 als Estats Units. Aquest article es regeix segons la numeració dels DVD.

## Resum
| Temporada | Temporada            | Episodis | Data d'emissió original | Data d'emissió original | Rànquing | Data de sortida en DVD | Data de sortida en DVD | Data de sortida en DVD | Data de sortida en DVD          |
| Temporada | Temporada            | Episodis | Inici                   | Final                   | Rànquing | Regió 1                | Regió 2 (Regne unit)   | Regió 4                | Sèrie completa                  |
| --------- | -------------------- | -------- | ----------------------- | ----------------------- | -------- | ---------------------- | ---------------------- | ---------------------- | ------------------------------- |
|           | 1                    | 5        | 2 d'abril de 1978       | 30 d'abril de 1978      | 44       | 24 d'agost de 2004     | 1 de novembre de 2004  | 22 d'octubre de 2004   | 3 de setembre de 2012 (Regió 2) |
|           | 2                    | 24       | 23 de setembre de 1978  | 30 de març de 1979      | 12       | 24 d'agost de 2004     | 1 de novembre de 2004  | 22 d'octubre de 2004   | 3 de setembre de 2012 (Regió 2) |
|           | 3                    | 25       | 21 de setembre de 1979  | 21 de març de 1980      | 6        | 9 d'agost de 2005      | 26 de setembre de 2005 | 19 d'octubre de 2005   | 3 de setembre de 2012 (Regió 2) |
|           | 4                    | 23       | 7 de novembre de 1980   | 1 de maig de 1981       | 1        | 24 de gener de 2006    | 22 de maig de 2006     | 5 de maig de 2006      | 3 de setembre de 2012 (Regió 2) |
|           | 5                    | 26       | 9 d'octubre de 1981     | 9 d'abril de 1982       | 1        | 1 d'agost de 2006      | 17 de novembre de 2006 | 6 de desembre de 2006  | 3 de setembre de 2012 (Regió 2) |
|           | 6                    | 28       | 1 d'octubre de 1982     | 6 de maig de 1983       | 2        | 30 de gener de 2007    | 19 de febrer de 2007   | 5 de juny de 2006      | 3 de setembre de 2012 (Regió 2) |
|           | 7                    | 30       | 30 de setembre de 1983  | 18 de maig de 1984      | 1        | 31 de juliol de 2007   | 17 de setembre de 2007 | N/D                    | 3 de setembre de 2012 (Regió 2) |
|           | 8                    | 30       | 28 de setembre de 1984  | 17 de maig de 1985      | 2        | 12 de febrer de 2008   | 18 de febrer de 2008   | N/D                    | 3 de setembre de 2012 (Regió 2) |
|           | 9                    | 31       | 27 de setembre de 1985  | 16 de maig de 1986      | 6        | 15 de juliol de 2008   | 22 de setembre de 2008 | N/D                    | 3 de setembre de 2012 (Regió 2) |
|           | 10                   | 29       | 26 de setembre de 1986  | 15 de maig de 1987      | 11       | 13 de gener de 2009    | 19 de gener de 2009    | N/D                    | 3 de setembre de 2012 (Regió 2) |
|           | 11                   | 30       | 25 de setembre de 1987  | 13 de maig de 1988      | 22       | 21 d'abril de 2009     | 20 de juliol de 2009   | N/D                    | 3 de setembre de 2012 (Regió 2) |
|           | 12                   | 26       | 28 d'octubre de 1988    | 19 de maig de 1989      | 29       | 19 de gener de 2010    | 1 de març de 2010      | N/D                    | 3 de setembre de 2012 (Regió 2) |
|           | 13                   | 27       | 22 de setembre de 1989  | 11 de maig de 1990      | 55       | 13 d'abril de 2010     | 13 de setembre de 2010 | N/D                    | 3 de setembre de 2012 (Regió 2) |
|           | 14                   | 23       | 2 de novembre de 1990   | 3 de maig de 1991       | 48       | 18 de gener de 2011    | 21 de març de 2011     | N/D                    | 3 de setembre de 2012 (Regió 2) |
|           | Telefilms i reunions | 4        | 23 de març de 1986      | 7 de novembre de 2004   | N/D      | 12 d'abril de 2011     | N/D                    | N/D                    | 3 de setembre de 2012 (Regió 2) |

## Episodis

### Temporada 1 (Abril 1978)
| Episodi | Episodi temporada | Títol                | Director        | Guionista            | Data d'emissió original           |
| --- | ----------------- | -------------------- | --------------- | -------------------- | --------------------------------- |
| 1 | 1                 | «Digger's Daughter»  | Robert Day      | David Jacobs         | 2 d'abril de 1978 (Estats Units)  |
| El primer episodi de Dallas comença en un dia fred d'hivern, amb Bobby Ewing i Pamela Barnes Ewing, casats el mateix dia, en un viatge cotxe a Southfork, quan la Pam diu que la seva frase més famosa '"Els teus pares em llençaran en aquest ranxo"', que indica la llarga rivalitat entre els Ewing i els Barnes. Mentrestant, en Cliff Barnes a la televisió intenta fer mal als Ewing com a assessor legal d'una investigació governamental. |                   |                      |                 |                      |                                   |
| 2 | 2                 | «The Lesson»         | Irving J. Moore | Virginia Aldrige     | 9 d'abril de 1978 (Estats Units)  |
| Pam intenta guanyar acceptació a Southfork intervenint a la vida de Lucy quan ella descobreix que ha estat faltant a l'escola i tenint una aventura amb el capatàs del ranxo Ray Krebbs. |                   |                      |                 |                      |                                   |
| 3 | 3                 | «Spy in the House»   | Robert Day      | Arthur Bernard Lewis | 16 d'abril de 1978 (Estats Units) |
| Durant tot el temps, en JR ha sospitat que el matrimoni de Pam amb en Bobby no era més que un intent de la família Barnes per tenir un talp dins delaq casa dels Ewing. Ara en pot tenir la prova. |                   |                      |                 |                      |                                   |
| 4 | 4                 | «Winds of Vengeance» | Irving J. Moore | Camille Marchetta    | 23 d'abril de 1978 (Estats Units) |
| Un huracà amenaça Southfork, però una tempesta encara més forta està a punt d'arribar quan la senyoreta Ellie, Pam, Sue Ellen i Lucy es converteixen en captius dels homes que han reganyat en JR i les aventures d'en Ray amb les dones de les seves vides. |                   |                      |                 |                      |                                   |
| 5 | 5                 | «Barbecue»           | Robert Day      | David Jacobs         | 30 d'abril de 1978 (Estats Units) |
| L'hostilitat és el plat principal a la barbacoa dels Ewing com Jock i jab Digger a les velles ferides, però la Pam i en Bobby utilitzen l'embaràs d'ella com una treva entre els futurs avis. Hi han tensions altes a les discussions entre JR i Bobby, les quals condueixen a un accident que ningú s'esperava. Com a resultat, la salut de Pam, així com el futur de la dinastia Ewing es posen en qüestió.                                     |                   |                      |                 |                      |                                   |

### Temporada 2 (1978–79)
| Episodi | Episodi temporada | Títol                    | Director            | Guionista                       | Data d'emissió original               |
| ------- | ----------------- | ------------------------ | ------------------- | ------------------------------- | ------------------------------------- |
| 6       | 1                 | «Reunion, Part I»        | Irving J. Moore     | David Jacobs                    | 23 de setembre de 1978 (Estats Units) |
| 7       | 2                 | «Reunion, Part II»       | Irving J. Moore     | David Jacobs                    | 30 de setembre de 1978 (Estats Units) |
| 8       | 3                 | «Old Acquaintance»       | Alex March          | Camille Marchetta               | 7 d'octubre de 1978 (Estats Units)    |
| 9       | 4                 | «Bypass»                 | Corey Allen         | Arthur Bernard Lewis            | 14 d'octubre de 1978 (Estats Units)   |
| 10      | 5                 | «Black Market Baby»      | Lawrence Dobkin     | Darlene Craviotto               | 15 d'octubre de 1978 (Estats Units)   |
| 11      | 6                 | «Double Wedding»         | Paul Stanley        | Jim Inman, Arthur Bernard Lewis | 21 d'octubre de 1978 (Estats Units)   |
| 12      | 7                 | «Runaway»                | Barry Crane         | Worley Thorne                   | 28 d'octubre de 1978 (Estats Units)   |
| 13      | 8                 | «Election»               | Barry Crane         | Rena Down                       | 5 de novembre de 1978 (Estats Units)  |
| 14      | 9                 | «Survival»               | Irving J. Moore     | D. C. Fontana, Richard Fontana  | 12 de novembre de 1978 (Estats Units) |
| 15      | 10                | «Act of Love»            | Irving J. Moore     | D. C. Fontana, Richard Fontana  | 19 de novembre de 1978 (Estats Units) |
| 16      | 11                | «Triangle»               | Vincent McEveety    | Camille Marchetta               | 26 de novembre de 1978 (Estats Units) |
| 17      | 12                | «Fallen Idol»            | Vincent McEveety    | Arthur Bernard Lewis            | 3 de desembre de 1978 (Estats Units)  |
| 18      | 13                | «Kidnapped»              | Lawrence Dobkin     | Camille Marchetta               | 17 de desembre de 1978 (Estats Units) |
| 19      | 14                | «Home Again»             | Don McDougall       | Arthur Bernard Lewis            | 7 de gener de 1979 (Estats Units)     |
| 20      | 15                | «For Love of Money»      | Irving J. Moore     | Leonard Katzman                 | 14 de gener de 1979 (Estats Units)    |
| 21      | 16                | «Julie's Return»         | Leslie H. Martinson | Rena Down                       | 26 de gener de 1979 (Estats Units)    |
| 22      | 17                | «The Red File, Part I»   | Leonard Katzman     | Arthur Bernard Lewis            | 2 de febrer de 1979 (Estats Units)    |
| 23      | 18                | «The Red File, Part II»  | Leonard Katzman     | Arthur Bernard Lewis            | 9 de febrer de 1979 (Estats Units)    |
| 24      | 19                | «Sue Ellen's Sister»     | Irving J. Moore     | Camille Marchetta               | 16 de febrer de 1979 (Estats Units)   |
| 25      | 20                | «Call Girl»              | Leslie H. Martinson | Rena Down                       | 23 de febrer de 1979 (Estats Units)   |
| 26      | 21                | «Royal Marriage»         | Gunnar Hellström    | Camille Marchetta               | 9 de març de 1979 (Estats Units)      |
| 27      | 22                | «The Outsiders»          | Dennis Donnelly     | Leonard Katzman                 | 16 de març de 1979 (Estats Units)     |
| 28      | 23                | «John Ewing III: Part 1» | Leonard Katzman     | Camille Marchetta               | 23 de març de 1979 (Estats Units)     |
| 29      | 24                | «John Ewing III: Part 2» | Leonard Katzman     | Arthur Bernard Lewis            | 30 de març de 1979 (Estats Units)     |

### Temporada 3 (1979–80)
| Episodi | Episodi temporada | Títol                                      | Director            | Guionista                      | Data d'emissió original               |
| ------- | ----------------- | ------------------------------------------ | ------------------- | ------------------------------ | ------------------------------------- |
| 30      | 1                 | «Whatever Happened to Baby John?, Part I»  | Leonard Katzman     | Camille Marchetta              | 21 de setembre de 1979 (Estats Units) |
| 31      | 2                 | «Whatever Happened to Baby John?, Part II» | Leonard Katzman     | Camille Marchetta              | 28 de setembre de 1979 (Estats Units) |
| 32      | 3                 | «The Silent Killer»                        | Irving J. Moore     | Arthur Bernard Lewis           | 5 d'octubre de 1979 (Estats Units)    |
| 33      | 4                 | «Secrets»                                  | Leonard Katzman     | Arthur Bernard Lewis           | 12 d'octubre de 1979 (Estats Units)   |
| 34      | 5                 | «The Kristin Affair»                       | Irving J. Moore     | Worley Thorne                  | 19 d'octubre de 1979 (Estats Units)   |
| 35      | 6                 | «The Dove Hunt»                            | Leonard Katzman     | D. C. Fontana, Richard Fontana | 26 d'octubre de 1979 (Estats Units)   |
| 36      | 7                 | «The Lost Child»                           | Irving J. Moore     | Rena Down                      | 2 de novembre de 1979 (Estats Units)  |
| 37      | 8                 | «Rodeo»                                    | Leonard Katzman     | Camille Marchetta              | 9 de novembre de 1979 (Estats Units)  |
| 38      | 9                 | «Mastectomy, Part I»                       | Irving J. Moore     | Arthur Bernard Lewis           | 16 de novembre de 1979 (Estats Units) |
| 39      | 10                | «Mastectomy, Part II»                      | Irving J. Moore     | Arthur Bernard Lewis           | 16 de novembre de 1979 (Estats Units) |
| 40      | 11                | «The Heiress»                              | Leslie H. Martinson | Loraine Despres                | 23 de novembre de 1979 (Estats Units) |
| 41      | 12                | «Ellie Saves the Day»                      | Gunnar Hellström    | Arthur Bernard Lewis           | 30 de novembre de 1979 (Estats Units) |
| 42      | 13                | «Mother of the Year»                       | Larry Hagman        | Rena Down                      | 14 de desembre de 1979 (Estats Units) |
| 43      | 14                | «Return Engagements»                       | Gunnar Hellström    | David Jacobs                   | 20 de desembre de 1979 (Estats Units) |
| 44      | 15                | «Love and Marriage»                        | Alexander Singer    | Leonard Katzman                | 28 de desembre de 1979 (Estats Units) |
| 45      | 16                | «Power Play»                               | Leslie H. Martinson | Jeff Young                     | 4 de gener de 1980 (Estats Units)     |
| 46      | 17                | «Paternity Suit»                           | Harry Harris        | Loraine Despres                | 11 de gener de 1980 (Estats Units)    |
| 47      | 18                | «Jenna's Return»                           | Irving J. Moore     | Camille Marchetta              | 18 de gener de 1980 (Estats Units)    |
| 48      | 19                | «Sue Ellen's Choice»                       | Leonard Katzman     | Camille Marchetta              | 1 de febrer de 1980 (Estats Units)    |
| 49      | 20                | «Second Thoughts»                          | Irving J. Moore     | Linda B. Elstad                | 8 de febrer de 1980 (Estats Units)    |
| 50      | 21                | «Divorce - Ewing Style»                    | Leonard Katzman     | Leonard Katzman                | 15 de febrer de 1980 (Estats Units    |
| 51      | 22                | «Jock's Trial, Part I»                     | Irving J. Moore     | Arthur Bernard Lewis           | 22 de febrer de 1980 (Estats Units)   |
| 52      | 23                | «Jock's Trial, Part II»                    | Irving J. Moore     | Arthur Bernard Lewis           | 29 de febrer de 1980 (Estats Units)   |
| 53      | 24                | «The Wheeler Dealer»                       | Alexander Singer    | Barbara Searles                | 14 de març de 1980 (Estats Units)     |
| 54      | 25                | «A House Divided»                          | Irving J. Moore     | Rena Down                      | 21 de març de 1980 (Estats Units)     |

### Temporada 4 (1980–81)
| Episodi | Episodi temporada | Títol                                                                      | Director         | Guionista            | Data d'emissió original | Data d'emissió a Catalunya |
| --- | ----------------- | -------------------------------------------------------------------------- | ---------------- | -------------------- | ----------------------- | -------------------------- |
| 55 | 1                 | «Qui és l'assassí d'en JR? (part 1)» «No More Mister Nice Guy, Part I»     | Leonard Katzman  | Arthur Bernard Lewis | 7 de novembre de 1980   | 11 de setembre de 1983     |
| En Bobby és malferit per uns trets que algú ha disparat prenent-lo per en JR. La Sue Ellen ha tornat al llit conjugal per complir els seus deures d'esposa. En Cliff Barnes, quan estava a punt d'arruïnar-se, troba petroli al Golf de Mèxic, i la Marilee Stone prova de fer-hi les paus. Mentrestant, l'assassí frustrat d'en JR continua solt. |                   |                                                                            |                  |                      |                         |                            |
| 56 | 2                 | «Qui és l'assassí d'en JR? (part 2)» «No More Mister Nice Guy, Part II»    | Leonard Katzman  | Arthur Bernard Lewis | 9 de novembre de 1980   | 20 de novembre de 1983     |
| JR belluga cel i terra per descobrir qui va disparar contra ell però li resulta difícil perquè sembla que tots els seus enemics tenen coartades irrefutables. La cosa canvia quan es descobreix l'arma usada contra Bobby a casa d'un sospitós que resulta detingut. |                   |                                                                            |                  |                      |                         |                            |
| 57 | 3                 | «Malson» «Nightmare»                                                       | Irving J. Moore  | Linda B. Elstad      | 14 de novembre de 1980  | 5 de febrer de 1984        |
| La investigació sobre l'atac de Bobby pren un tomb inesperat que fa que JR temi per la seva vida. L'agressor planeja un altre atac i la policia està desconcertada. |                   |                                                                            |                  |                      |                         |                            |
| 58 | 4                 | «Qui ho va fer?» «Who Done It»                                             | Leonard Katzman  | Loraine Despres      | 21 de novembre de 1980  | 12 de febrer de 1984       |
| Les empremtes de Sue Ellen són identificades en la pistola amb què van disparar contra J.R.. És arrestada i portada a la presó, acusada d'atemptar contra el seu marit.Tot seguit, la tristesa la invadirà quan se senti abandonada pels Ewing. Després d'aconseguir la llibertat sota 'fiança'. Sue Ellen se sent consolada per la seva germana Kristin. Busca respostes a la seva culpabilitat en el més enllà a través de les sessions d'hipnosi amb el seu psiquiatre Dr. Ellby. Aquestes sessions la portarà a saber qui va disparar contra J.R.                                                                                  |                   |                                                                            |                  |                      |                         |                            |
| 59 | 5                 | «El gust de l'èxit» «Taste of Success»                                     | Leonard Katzman  | Robert J. Shaw       | 28 de novembre de 1980  | 19 de febrer de 1984       |
| El nou càrrec de president de la companyia Ewing Oil absorbeix en Bobby de tal manera que tant la Pamela com en JR se'n ressenten, encara que per motius diferents.En Bobby lluita per comprar una refineria de petroli, objectiu que s'havien ja proposat en Jock i en JR sense èxit.Quan en JR coneix les intencions d'en Bobby i pretén fer-li fracassar el pla, l'enfrontament entre els dos germans es fa inevitable. |                   |                                                                            |                  |                      |                         |                            |
| 60 | 6                 | «La connexió Veneçuela / Contacte a Veneçuela» «The Venezuelan Connection» | Leonard Katzman  | Leah Markus          | 5 de desembre de 1980   | 26 de febrer de 1984       |
| El greu conflicte sorgit entre en JR i en Bobby fa que aquest darrer prengui una decisió irrevocable. En Jock passa per una dura prova en trobar-se al mig de la situació. |                   |                                                                            |                  |                      |                         |                            |
| 61 | 7                 | «El quart fill» «The Fourth Son»                                           | Irving J. Moore  | Howard Lakin         | 12 de desembre de 1980  | 4 de març de 1984          |
| La pèrdua de 600.000 galons de petroli és motiu de gran satisfacció per a en JR, mentre que en Bobby es troba en una situació compromesa davant de la seva família i la companyia, ja que el petroli no està assegurat i pot representar una important pèrdua econòmica per a l'Ewing Oil.Alhora, un nou personatge apareix a Southfork: l'Amos Krebbs, pare d'en Ray, del qual aquest no en sabia res des dels tres anys i que porta males notícies a la família Ewing. |                   |                                                                            |                  |                      |                         |                            |
| 62 | 8                 | «Conflicte a l'Ewing 23» «Trouble at Ewing 23»                             | Leonard Katzman  | Louis Elias          | 19 de desembre de 1980  | 11 de març de 1984         |
| Un extorsionador, que amenaça amb volar Ewing 23, dona l'oportunitat a en JR de posar un fre a la pèrdua de la seva fortuna amb l'empresa i la família si supera en Bobby. Ray ha de lluitar amb totes les forces amb la seva nova identitat com un Ewing i enfrontar el fet que es pot perdre la Donna a favor d'en Cliff Barnes. |                   |                                                                            |                  |                      |                         |                            |
| 63 | 9                 | «La mare pròdiga» «The Prodigal Mother»                                    | Irving J. Moore  | David Paulsen        | 2 de gener de 1981      | 18 de març de 1984         |
| La Pamela Ewing creu que, finalment, ja ha trobat la seva mare. D'altra banda, la Lucy demana a en Mitch que es casi amb ella, i en JR intenta enfrontar en Bobby amb el seu pare. |                   |                                                                            |                  |                      |                         |                            |
| 64 | 10                | «Dona executiva» «Executive Wife»                                          | Leonard Katzman  | Rena Down            | 9 de gener de 1981      | 25 de març de 1984         |
| En JR encoratja a en Jock per arribar a un acord de negocis, plenament conscient que l'empresa a entraria en conflicte amb els plans d'inversió del seu germà, deixa Ewing Oil amb un problema de flux de diners. Pam, amb la sensació que el seu marit anteposa la seva feina a ella, rep l'atenció que li manca d'en Bobby i coneix a Alex Ward. Lucy fa un anunci que és inquietant pèl clan Ewing. |                   |                                                                            |                  |                      |                         |                            |
| 65 | 11                | «Final de trajecte (part 1)» «End of the Road, Part I»                     | Irving J. Moore  | Leonard Katzman      | 16 de gener de 1981     | 1 d'abril de 1984          |
| La germana i la mare de Mitch arriben a Southfork amb motiu de l'enllaç d'aquest amb Lucy. JR pren gran interès per elles i pel futur de Lucy. Això el distreu del que fa Bobby a l'Ewing Oil, cosa que preocupa Sue Ellen. |                   |                                                                            |                  |                      |                         |                            |
| 66 | 12                | «Final de trajecte (part 2)» «End of the Road, Part II»                    | Irving J. Moore  | Leonard Katzman      | 23 de gener de 1981     | 8 d'abril de 1984          |
| El casament de Lucy desperta una gran expectació, més del que la família esperava.Sue Ellen descobreix que JR està molt més amable amb la germana de MItch que no caldria, i intenta de buscar un 'amic'... D'altra banda, JR no se sent gens satisfet davant els fets que succeeixen a l'Ewing-Oil, i un problema amenaça el matrimoni de Joch i Ellie. |                   |                                                                            |                  |                      |                         |                            |
| 67 | 13                | «Com es fa un president» «Making of a President»                           | Gunnar Hellström | Arthur Bernard Lewis | 30 de gener de 1981     | 15 d'abril de 1984         |
| JR vol donar una imatge immillorable d'home de negocis americà i per arribar a realitzar els seus plans col·loca en el lloc de relacions públiques una dona bastant provocativa. A Southford, les coses no marxe gaire bé, i la tensió va augmentant. D'una banda Ellie està summament disgustada amb Jock per la seva actuació en els darrers esdeveniments a la família Ewing, i per l'altra, Pam fa un descobriment sobre Sue Ellen que no li agrada gens. |                   |                                                                            |                  |                      |                         |                            |
| 68 | 14                | «No comenceu la revolució sense mi» «Start the Revolution With Me»         | Larry Hagman     | Rena Down            | 6 de febrer de 1981     | 22 d'abril de 1984         |
| JR intenta recuperar el poder i agumentar la seva riquesa encara que hagi de violar les lleis. La seva ambició és tanta, que porta endavant els seus plans per enfonsar el govern, que temps enrere li va confiscar els terrenys petrolífers a l'estranger, malgrat que sap que corre el perill d'anar a la presó. A Southford les coses cada vegada es compliquen més, Miss Ellie continua sense perdonar Jock. |                   |                                                                            |                  |                      |                         |                            |
| 69 | 15                | «La indagació» «The Quest»                                                 | Gunnar Hellström | Robert J. Shaw       | 13 de febrer de 1981    | 29 d'abril de 1984         |
| La connivència de JR afecta les vides d'en Bobby, la Pam, en Cliff, la Donna i en Ray. La influència d'en JR sembla no tenir límits, ja que treballa per assegurar-se que en Cliff no aconsegueixi ser elegit per a un càrrec públic. Quan els seus plans es torcen i beneficien a en Bobby i la Pam, encara es posa més content pel que la fortuna li ha portat, que fins i tot inclou una promesa implícita de la Leslie. Sue Ellen no pot fer creure a ningú que està sent seguida i a en JR no li podria importar menys. Per tant, es pren la justícia per les seves pròpies mans, el que es tradueix en una sorprenent revelació. |                   |                                                                            |                  |                      |                         |                            |
| 70 | 16                | «Torna, amor meu» «Lover, Come Back»                                       | Irving J. Moore  | Leonard Katzman      | 20 de febrer de 1981    | 6 de maig de 1984          |
| JR vol obtenir l'èxit retornant el 'cartel' a l'Ewing Oil per, així, complaure el seu pare, però Jock prepara la seva pròpia sorpresa per a la família.Donna Culver i Ray planegen casar-se, però a la família Ewing continuen els problemes, ja que Mitch descobreix que Lucy ha mentit i Sue Ellen té una gran sopresa amb Dusty Farlow. |                   |                                                                            |                  |                      |                         |                            |
| 71 | 17                | «La nova sra. Ewing» «The New Mrs. Ewing»                                  | Patrick Duffy    | Linda B. Elstad      | 27 de febrer de 1981    | 13 de maig de 1984         |
| Donna Culver es converteix en la nova senyora Ewing quan es casa amb Ray. L'alegria de la nova unió no es reflecteix en la resta de la família, ja que la guerra freda entre Jock i Ellie augmenta. Mentrestant, Lucy se sent molt joiosa, ja que li acaben de concedir el títol de 'Miss jove Dallas' i això fa que, una vegada més, Mitch se senti inferior. |                   |                                                                            |                  |                      |                         |                            |
| 72 | 18                | «La marca de Caín» «Mark of Cain»                                          | Larry Hagman     | Leah Markus          | 13 de març de 1981      | 20 de maig de 1984         |
| Bobby es troba en una difícil situació entre Jock i Ellie, en ocupar un lloc en el comitè del Senat on es decideix el futur de Takopa.Pam renova l'amistat que tenia amb la mare de Cliff, i Sue Ellen necessita cada vegada més Clint Ogden. Mentrestant, el matrimoni de Lucy i Mitch trontolla, i una sèrie de problemes provocats per Leslie Stewart fan que JR no se senti tan segur. |                   |                                                                            |                  |                      |                         |                            |
| 73 | 19                | «Es congria la tempesta» «The Gathering Storm»                             | Michael Preece   | Robert J. Shaw       | 27 de març de 1981      | 27 de maig de 1984         |
| La discòrdia és freqüent en el clan Ewing ara que Jock vol vendre la companyia si Ellie es divorcia d'ell. Aquest mal ambient augmenta quan s'assabenta que Bobby és al Comitè del Senat que porta el projecte de Takopa.Per altra banda, JR no fa res per calmar els ànims.Lucy, en la seva nova funció de 'Miss jove Dallas', apunta cada com més cap a l'enfonsament del seu matrimoni. |                   |                                                                            |                  |                      |                         |                            |
| 74 | 20                | «Ewing contra Ewing» «Ewing vs. Ewing»                                     | Irving J. Moore  | Leah Markus          | 3 d'abril de 1981       | 3 de juny de 1984          |
| Donna i Ray Krebbs intenten per tots els mitjans reconciliar Jock i Ellie, però descobreixen que entre ells hi ha altres motius de discòrdia a més del projecte de Takapa.D'altra banda, els problemes de l'Ewing-Oil fan que JR hagi de prendre forçosament una resolució. L'aparició de l'exmarit de Leslie Stewart complica molt més la situació. |                   |                                                                            |                  |                      |                         |                            |
| 75 | 21                | «Començant de nou» «New Beginnings»                                        | Irving J. Moore  | Arthur Bernard Lewis | 10 d'abril de 1981      | 10 de juny de 1984         |
| La reconciliació de Jock i Ellie és com una segona lluna de mel, i ningú no vol referir-se al tema de la venda de l'Ewing Oil.JR es troba amenaçat per totes bandes. La Wester Oil Jeremy Wendel vol la revenja, ja que JR s'ha fet enrere dels negocis comuns i, Donna l'amenaça.Però encara més greu és que JR desconeix la manipulació de la qual és objecte per part de Leslie, felicitada pel seu exmarit. Les notícies de Kristie trasbalsen Sue Ellen. (Aquest episodi és el darrer en que apareix l'actor Jim Davis en el paper de Jock Ewing, ja que va morir el 26 d'abril de 1981)                                          |                   |                                                                            |                  |                      |                         |                            |
| 76 | 22                | «Cercle tancat» «Full Circle»                                              | Michael Preece   | Arthur Bernard Lewis | 17 d'abril de 1981      | 17 de juny de 1984         |
| Kristin Shepard torna i això fa que canviin moltes coses, Sue Ellen es torna a citar amb Dusty, Lucy està cada vegada pitjor amb Mitch i d'altra banda, Cliff utilitza l'ajuda de Wester per anar en contra de JR i així entregar-lo al comitè del Senat. Mentre, JR, sense conéixer aquestes conspiracions, intenta aconseguir la custòdia del seu fill. |                   |                                                                            |                  |                      |                         |                            |
| 77 | 23                | «La porta Ewig» «Ewing-Gate»                                               | Leonard Katzman  | Leonard Katzman      | 1 de maig de 1981       | 24 de juny de 1984         |
| JR s'enfronta a tota mena de problemes: d'una banda, pot perdre l'Ewing Oil, i de l'altra, hi ha una sentència contra ell, que el pot portar a la presó, a causa de la seva participació en l'escàndol de la Companyia Asiàtica. JR també ha de negociar el xantatge a què és sotmés per Kristen Shepard. Sue Ellen intenta allunyar John Ross de Southford, ja que el nen coneix l'horribel descobriment que Cliff Barnes ha fet. |                   |                                                                            |                  |                      |                         |                            |

### Temporada 5 (1981–82)
| Episodi | Episodi temporada | Títol                                                                       | Director        | Guionista            | Data d'emissió original | Data d'emissió a Catalunya |
| --- | ----------------- | --------------------------------------------------------------------------- | --------------- | -------------------- | ----------------------- | -------------------------- |
| 78 | 1                 | «Un hereu perdut» «Missing Heir»                                            | Irving J. Moore | Arthur Bernard Lewis | 9 d'octubre de 1981     | 1 de juliol de 1984        |
| Cliff Barnes arriba a Southford per reunir-se amb en Bobby i es troba amb una desagradable sorpresa: el cos d'un desconegut flotant a la piscina. El misteri envolta aquest assassinat, mentre que la ment de JR comença a funcionar. |                   |                                                                             |                 |                      |                         |                            |
| 79 | 2                 | «Morta però no oblidada» «Gone, But Not Forgotten»                          | Leonard Katzman | Arthur Bernard Lewis | 16 d'octubre de 1981    | 8 de juliol de 1984        |
| En JR i en Cliff Barnes s'enfronten a causa de la investigació per aclarir les circumstàncies que envolten el crim descobert a Southfork. Però en JR té problemes més urgents, com aconseguir la custòdia del seu fill. D'altra banda, la Lucy no vol desfer el seu matrimoni amb en Mitch. |                   |                                                                             |                 |                      |                         |                            |
| 80 | 3                 | «Confrontació Sant Angelo / Conflicte Sant Angelo» «Showdown at San Angelo» | Irving J. Moore | Leonard Katzman      | 23 d'octubre de 1981    | 15 de juliol de 1984       |
| JR fa tot el que pot per tal de veure John Ross; enganya la seva mare deixant que l'acompanyi a Southern Cross i després intenta utilitzar-la i prendre-li el fill.A Dallas, Afton celebra amb el seu germà Mitch la seva graduació com a metge, mentre que Lucy intenta salvar el seu matrimoni del naufragi. Ray Creebbs es converteix, de cop i volta, en un home de negocis, cosa que inquieta Donna. |                   |                                                                             |                 |                      |                         |                            |
| 81 | 4                 | «Custòdia perduda / S'ha perdut un nen petit» «Little Boy Lost»             | Leonard Katzman | Leonard Katzman      | 30 d'octubre de 1981    | 22 de juliol de 1984       |
| JR intenta desacreditar Sue Ellen perquè no tingui la custòdia de John Ross.Mentrestant, Bobby fa tots els possibles per adoptar un nen, ja que l'equilibri emocional de Pam és cada vegada més fràgil i necessita ajut mèdic.A qui van molt bé les coses és a Cliff Barnes, nomenat president de la Wentworth Tool and Dye. Ray també està molt content de la seva trajectòria com a home de negocis, però la seva esposa no sent el mateix entusiasme.                                                                                      |                   |                                                                             |                 |                      |                         |                            |
| 82 | 5                 | «Venjança / La dolça olor de la venjança» «The Sweet Smell of Revenge»      | Irving J. Moore | Linda B. Elstad      | 6 de novembre de 1981   | 29 de juliol de 1984       |
| JR utilitza el seu poder per aconseguir que els Farlows deixin de protegir Sue Ellen i John Ross. A conseqüència d'això, l'amistat entre Sue Ellen i Dusty queda ressentida. Bobby té bastants problemes, ja que Pam es troba enfonsada emocionalment, sobretot després de rebre un misteriós paquet de correus. Mitch torna a dedicar-se a la seva professió de metge per intentar que, d'aquesta manera, Lucy torni amb ell. |                   |                                                                             |                 |                      |                         |                            |
| 83 | 6                 | «La gran jugada» «The Big Shut Down»                                        | Leonard Katzman | Arthur Bernard Lewis | 13 de novembre de 1981  | 5 d'agost de 1984          |
| Com que els Farlow protegeixen Sue Ellen i el seu fill, JR, per venjar-se, fa que l'Ewing Oil concedeixi, secretament, un préstec per tal de tallar el subministrament de petroli a les refineries Farlow. Bobby obté informació sobre el fill de Kristin. Mentrestant, Pam troba per casualitat la seva germanastra a l'hospital on la porta el Dr.Conrad. Punk Anderson es veu obligat a deixar el projecte de compartir un negoci amb Ray. Lucy espera la reconciliació amb Mitch, i Mrs. Ellie visita el seu net al Southern Cross Ranch. |                   |                                                                             |                 |                      |                         |                            |
| 84 | 7                 | «Bloquejat» «Blocked»                                                       | Irving J. Moore | Arthur Bernard Lewis | 20 de novembre de 1981  | 12 d'agost de 1984         |
| JR està desesperat quan veu que els seus esforços per aconseguir que els Farlows deixin de protegir Sue Ellen i el seu fill no serveixen de res.Sue Ellen s'enfronta a JR i es confirmen les seves sospites que ell és el responsable de la falta de petroli dels Farlows. El Dr. Conrad anuncia que Pam té una greu depressió. Bobby continua indagant la identitat del pare del fill de Kristin. Lucy està molt més contenta perquè Mitch estarà a prop d'ella, ja que entra com a resident, amb el Dr. Conrad, a Dallas.                   |                   |                                                                             |                 |                      |                         |                            |
| 85 | 8                 | «El repartiment» «The Split»                                                | Leonard Katzman | Leonard Katzman      | 27 de novembre de 1981  | 19 d'agost de 1984         |
| L'Ellie rep un impactant document legal d'en Jock, el qual afecta el futur de l'Ewing Oil. En JR té una confrontació amb Dusty a l'estadi Cotton Bowl. La Lucy torna de Houston i devant de tota la família, llegeix el missatge d'en Jock, el qual reparteix les accions de vot. |                   |                                                                             |                 |                      |                         |                            |
| 86 | 9                 | «Cinc dòlars per barril» «Five Dollars a Barrel»                            | Irving J. Moore | Leonard Katzman      | 4 de desembre de 1981   | 26 d'agost de 1984         |
| En JR es veu obligat a acceptar les peticions d'en Cliff per aconseguir una posició dominant a la Ewing Oil. Permeten que la Pam deixi l'hospital durant un temps per fer una visita a Southfork. |                   |                                                                             |                 |                      |                         |                            |
| 87 | 10                | «Tornar a començar» «Starting Over»                                         | Leonard Katzman | Leonard Katzman      | 11 de desembre de 1981  | 2 de setembre de 1984      |
| Miss Ellie descobreix la trama d'en JR per portar a la bancarrota la Ewing Oil per enfonsar als Farlow. La Sue Ellen trenca la relació amb en Dusty. En Bobby compra el nadó d'en Kristin pensant que el pare és en JR. Ellie explica a Donna que ha passat al banc. |                   |                                                                             |                 |                      |                         |                            |
| 88 | 11                | «Waterloo a Southfork» «Waterloo at Southfork»                              | Irving J. Moore | Linda B. Elstad      | 18 de desembre de 1981  | 9 de setembre de 1984      |
| Una enfurismada Ellie reuneix a la família per determinar si en calls the family together to vote on whether JR hauria de continuar com president de la companyía. En JR urdeix un pla per obtenir la custòdia del seu fill,ara que la Sue Ellen ha abandonat la protecció de la família Farlow. |                   |                                                                             |                 |                      |                         |                            |
| 89 | 12                | «Barbacoa dels Ewing» «Barbecue Two»                                        | Leonard Katzman | Arthur Bernard Lewis | 1 de gener de 1982      | 16 de setembre de 1984     |
| Miss Ellie planifica la barbacoa anual dels Ewing, tot coincidint amb la tornada d'en Jock a Southfork. En JR i la Sue Ellen se senten atrets de nou i en Cliff s'adona que encara estima la Sue Ellen. En Ray s'emborratxa, cosa que avargonyeix la Donna. En Clayton i la Rebecca renoven la seva vella amistat i la Katherine se sent atraida per en Bobby. El festeig de Miss Ellie s'acaba amb una trucada de telèfon: En Jock ha mort.                                                                                                  |                   |                                                                             |                 |                      |                         |                            |
| 90 | 13                | «Buscant en Jock» «The Search»                                              | Irving J. Moore | Arthur Bernard Lewis | 8 de gener de 1982      | 30 de setembre de 1984     |
| Els Ewings son incapaços d'acceptar que en Jock sigui mort i en JR, en Bobby i en Ray viatgen a sudamérica per comprovar-ho. Allà es troben a un home ferit que els diu que l'avioneta que pilotava en Jock va xocar contra un helicòpter i va caure al llac, a on troben proves que certifiquen la seva mort. |                   |                                                                             |                 |                      |                         |                            |
| 91 | 14                | «La negativa» «Denial»                                                      | Victor French   | Linda B. Elstad      | 15 de gener de 1982     | 7 d'octubre de 1984        |
| La mort d'en Jock té un efecte devastador per en JR i en Boby s'ha de fer càrrec de la Ewing Oil, ja que el seu germà no n'és capaç. Mentrestant, la resta de la família s'estranya de la calma aparent de l'Ellie, però en Bobby s'adona que no vol acceptar la realitat. |                   |                                                                             |                 |                      |                         |                            |
| 92 | 15                | «El cap de família» «Head of the Family»                                    | Patrick Duffy   | Howard Lakin         | 22 de gener de 1982     | 14 d'octubre de 1984       |
| En Bobby demana permís a la seva mare per dirigir en solitari la Ewing-Oil fins que JR es recuperi, ja que la companyia corre un greu perill. La Sue Ellen i en Cliff són criticats, ja que ella s'aprecia en excés les atencions de Cliff. |                   |                                                                             |                 |                      |                         |                            |
| 93 | 16                | «L'au fènix / El fènix» «The Phoenix»                                       | Harry Harris    | David Paulsen        | 29 de gener de 1982     | 21 d'octubre de 1984       |
| En JR descobreix que en Jock ha repartit la Ewing Oil entre tots els hereus i sorprèn a la família quan, d'acord amb la seva mare, retarda la lectura del testament. |                   |                                                                             |                 |                      |                         |                            |
| 94 | 17                | «Pare i fill» «My Father, My Son»                                           | Larry Hagman    | Will Lorin           | 5 de febrer de 1982     | 28 d'octubre de 1984       |
| L'alegria d'en JR pel tracte realitzat amb un grup d'empreses es veu esblaimada per l'amistat de la Sue Ellen amb en Cliff Barnes, sobretot quan descobreix que han passat la nit junts a l'apartament de la Sue Ellen. En JR prepara un pla contra el seu rival. |                   |                                                                             |                 |                      |                         |                            |
| 95 | 18                | «L'aniversari» «Anniversary»                                                | Joseph Manduke  | David Paulsen        | 12 de febrer de 1982    | 4 de novembre de 1984      |
| En JR fa tot el possible per derrotar a la Sue Ellen i, al mateix temps, està molt preocupat per trobar qualsevol cosa que pugui enfrontar a en Cliff Barnes i en Ray Krebbs. La Sue Ellen es sorprèn quan en JR la felicita en l'aniversari del dia en què es van conèixer. |                   |                                                                             |                 |                      |                         |                            |
| 96 | 19                | «L'adopció» «Adoption»                                                      | Larry Hagman    | Howard Lakin         | 19 de febrer de 1982    | 11 de novembre de 1984     |
| En JR continua satisfent d'atencions a la Sue Ellen, que acaba per acceptar la invitació d'anar a sopar a Southfork. D'altra banda, en JR ha acorralat en Ray, que cada vegada té més problemes amb la Donna, perquè es desfaci de les accions de la companyia. |                   |                                                                             |                 |                      |                         |                            |
| 97 | 20                | «El remolí» «The Maelstrom»                                                 | Patrick Duffy   | Will Lorin           | 26 de febrer de 1982    | 18 de novembre de 1984     |
| La família Ewing celebra l'èxit de l'adopció del nadó d'en Bobby i la Pam. En JR comprèn que, donada la resistència de la Sue Ellen, li costarà tenir un fill, i com coneix les relacions de la seva dona amb en Cliff Barnes, decideix enfonsar-lo. En Clayton avisa a la Sue Ellen que deixi de flirtejar amb en Cliff. |                   |                                                                             |                 |                      |                         |                            |
| 98 | 21                | «El fill pròdig / L'engany» «The Prodigal»                                  | Michael Preece  | David Paulsen        | 5 de març de 1982       | 25 de novembre de 1984     |
| En JR continua amb el seu pla d'atac contra en Cliff Barnes, mentre que aquest continua amb les seves atencions cap a la Sue Ellen, cosa que desespera a en Afton, en JR i en Clayton. La Pam demana al fotògraf Roger que s'allunyi de la Lucy i la Donna descobreix casualment alguns fets que afecten a en Jock i que tots desconeixen. |                   |                                                                             |                 |                      |                         |                            |
| 99 | 22                | «La venjança» «Vengeance»                                                   | Irving J. Moore | Howard Lakin         | 12 de març de 1982      | 2 de desembre de 1984      |
| En JR prepara un parany per en Cliff Barnes i la Marilee Stone és l'encarregada de fer-la. Barnes, ple d'avarícia, agafa uns milions de la empresa de la seva mare i els inverteix. Però els plans d'en JR van més enllà, ja que desitja que fracassi l'afer entre en Cliff i la Sue ElIen. |                   |                                                                             |                 |                      |                         |                            |
| 100 | 23                | «Xantatge» «Blackmail»                                                      | Michael Preece  | Leonard Katzman      | 19 de març de 1982      | 9 de desembre de 1984      |
| El temor d'en Bobby desapareix quan assassinen al xantatgista Farraday, però ara en JR es converteix en el seu més temible xantatgista, ja sap que perquè la Pam no s'assabenti de la veritat sobre el seu fill, en Bobby serà capaç de qualsevol cosa. La Ellie i la Donna tenen un greu enfrontament a causa d'en Jock. |                   |                                                                             |                 |                      |                         |                            |
| 101 | 24                | «La investigació» «The Investigation»                                       | Irving J. Moore | Bruce Shelly         | 26 de març de 1982      | 16 de desembre de 1984     |
| En Bobby es troba en una difícil situació quan és interrogat per la policia sobre el grau d'amistat que l'unia amb en Faraday. La Lucy recupera la llibertat quan la Pam i en Bobby la troben. En Cliff s'adona que s'està arruïnant i intenta, malgrat tot, que la Sue Ellen li deixi diners, però ella es veu mediatitzada per en JR. La Donna no sap què fer perquè les seves relacions amb l'Ellie no siguin tan fredes. |                   |                                                                             |                 |                      |                         |                            |
| 102 | 25                | «L'acceptació» «Acceptance»                                                 | Michael Preece  | Will Lorin           | 2 d'abril de 1982       | 23 de desembre de 1984     |
| En JR se sent molt poderós davant d'en Cliff, que està acabat, en Clayton, que no sap per on navega, en Bobby, que està amenaçat, i la Sue Ellen, que ha acceptat les seves atencions. En Cliff Barnes està desesperat perquè la seva mare li ha demanat que abandoni el càrrec a la Wentworth. |                   |                                                                             |                 |                      |                         |                            |
| 103 | 26                | «Adéu, Cliff Barnes» «Goodbye, Cliff Barnes»                                | Irving J. Moore | Arthur Bernard Lewis | 9 d'abril de 1982       | 30 de desembre de 1984     |
| En Farlow ha comprat l'anell de compromís i es disposa a oferir-lo a la Sue Ellen. D'altra banda, en Cliff creu que la Sue Ellen es casarà amb ell i en JR li fa una oferta perquè torni a casar-se amb ell. En Bobby i la Pam troben noves proves relatives al naixement d'en Christopher i en Bobby s'enfada amb el seu germà quan comprova que volia utilitzar l'infant per controlar la Ewing Oil. |                   |                                                                             |                 |                      |                         |                            |

### Temporada 6 (1982–83)
| Episodi | Episodi temporada | Títol                                                                              | Director           | Guionista            | Data d'emissió original |
| ------- | ----------------- | ---------------------------------------------------------------------------------- | ------------------ | -------------------- | ----------------------- |
| 104     | 1                 | «Canvi de guàrdia» «Changing of the Guard»                                         | Michael Preece     | Arthur Bernard Lewis | 1 d'octubre de 1982     |
| 105     | 2                 | «Qui vol, pot» «Where There's a Will»                                              | Leonard Katzman    | Leonard Katzman      | 8 d'octubre de 1982     |
| 106     | 3                 | «Afer del bilió de dòlars» «Billion Dollar Question»                               | Michael Preece     | Arthur Bernard Lewis | 15 d'octubre de 1982    |
| 107     | 4                 | «Festa dels petrolers» «The Big Ball»                                              | Leonard Katzman    | Leonard Katzman      | 22 d'octubre de 1982    |
| 108     | 5                 | «Testament d'en Jock» «Jock's Will»                                                | Michael Preece     | David Paulsen        | 29 d'octubre de 1982    |
| 109     | 6                 | «Conseqüències» «Aftermath»                                                        | Leonard Katzman    | David Paulsen        | 5 de novembre de 1982   |
| 110     | 7                 | «L'accident» «Hit and Run»                                                         | Michael Preece     | Howard Lakin         | 12 de novembre de 1982  |
| 111     | 8                 | «El toc Ewing» «The Ewing Touch»                                                   | Leonard Katzman    | Howard Lakin         | 19 de novembre de 1982  |
| 112     | 9                 | «Benefici complementari» «Fringe Benefits»                                         | Michael Preece     | Will Lorin           | 26 de novembre de 1982  |
| 113     | 10                | «El casament» «The Wedding»                                                        | Leonard Katzman    | Will Lorin           | 3 de desembre de 1982   |
| 114     | 11                | «Després del casament» «Post Nuptial»                                              | Michael Preece     | David Paulsen        | 10 de desembre de 1982  |
| 115     | 12                | «Barbacoa Tres» «Barbecue Three»                                                   | Leonard Katzman    | Arthur Bernard Lewis | 17 de desembre de 1982  |
| 116     | 13                | «Mare estimada» «Mama Dearest»                                                     | Patrick Duffy      | Arthur Bernard Lewis | 31 de desembre de 1982  |
| 117     | 14                | «Ewing blues» «The Ewing Blues»                                                    | David Paulsen      | David Paulsen        | 7 de gener de 1983      |
| 118     | 15                | «La impugnació» «The Reckoning»                                                    | Bill Duke          | Will Lorin           | 14 de gener de 1983     |
| 119     | 16                | «Un Ewing és un Ewing» «A Ewing Is a Ewing»                                        | Larry Hagman       | Frank Furino         | 28 de gener de 1983     |
| 120     | 17                | «El desastre del 83» «Crash of '83»                                                | Bill Duke          | Howard Lakin         | 4 de febrer de 1983     |
| 121     | 18                | «Rèquiem» «Requiem»                                                                | Larry Hagman       | Linda B. Elstad      | 11 de febrer de 1983    |
| 122     | 19                | «Herència» «Legacy»                                                                | Patrick Duffy      | Robert Sherman       | 18 de febrer de 1983    |
| 123     | 20                | «Germans i germanes» «Brothers and Sisters»                                        | Larry Hagman       | Will Lorin           | 25 de febrer de 1983    |
| 124     | 21                | «Contacte amb el Carib» «Caribbean Connection»                                     | Patrick Duffy      | Will Lorin           | 4 de març de 1983       |
| 125     | 22                | «El neguit» «The Sting»                                                            | Larry Elikann      | David Paulsen        | 11 de març de 1983      |
| 126     | 23                | «Ni a l'infern n'hi havia» «Hell Hath No Fury»                                     | Ernest Pintoff     | Arthur Bernard Lewis | 18 de març de 1983      |
| 127     | 24                | «Cuba» «Cuba Libre»                                                                | Robert C. Thompson | Leonard Katzman      | 25 de març de 1983      |
| 128     | 25                | «L'embolic» «Tangled Web»                                                          | Nicolas Sgarro     | David Paulsen        | 1 d'abril de 1983       |
| 129     | 26                | «Les coses no van gaire bé a Southfork» «Things Ain't Goin' Too Good at Southfork» | Gunnar Hellström   | Leonard Katzman      | 15 d'abril de 1983      |
| 130     | 27                | «Penúltim» «Penultimate»                                                           | Nick Havinga       | Howard Lakin         | 29 d'abril de 1983      |
| 131     | 28                | «L'infern dels Ewing» «Ewing Inferno»                                              | Leonard Katzman    | Arthur Bernard Lewis | 6 de maig de 1983       |

### Temporada 7 (1983–84)
| Episodi | Episodi temporada | Títol                                                | Director           | Guionista            | Data d'emissió original               |
| ------- | ----------------- | ---------------------------------------------------- | ------------------ | -------------------- | ------------------------------------- |
| 132     | 1                 | «La reconciliació» «The Road Back»                   | Nick Havinga       | Arthur Bernard Lewis | 30 de setembre de 1983 (Estats Units) |
| 133     | 2                 | «El llarg adéu» «The Long Goodbye»                   | Leonard Katzman    | Leonard Katzman      | 7 d'octubre de 1983 (Estats units)    |
| 134     | 3                 | «La carta» «The Letter»                              | Nick Havinga       | David Paulsen        | 14 d'octubre de 1983 (Estats units)   |
| 135     | 4                 | «El guardià del meu germà» «My Brother's Keeper»     | Leonard Katzman    | Arthur Bernard Lewis | 21 d'octubre de 1983 (Estats units)   |
| 136     | 5                 | «La qualitat de la compassió» «The Quality of Mercy» | Nick Havinga       | Leonard Katzman      | 28 d'octubre de 1983 (Estats units)   |
| 137     | 6                 | «Escac i mat» «Check and Mate»                       | Leonard Katzman    | David Paulsen        | 4 de novembre de 1983 (Estats units)  |
| 138     | 7                 | «El judici de Ray» «Ray's Trial»                     | Michael Preece     | Arthur Bernard Lewis | 11 de novembre de 1983 (Estats units) |
| 139     | 8                 | «El ball dels petrolers» «The Oil Barons' Ball»      | Leonard Katzman    | Leonard Katzman      | 18 de novembre de 1983 (Estats units) |
| 140     | 9                 | «L'endemà al matí» «Morning After»                   | Michael Preece     | David Paulsen        | 25 de novembre de 1983 (Estats units) |
| 141     | 10                | «La fi del joc» «The Buck Stops Here»                | Leonard Katzman    | Arthur Bernard Lewis | 2 de desembre de 1983 (Estats units)  |
| 142     | 11                | «Sly o com pescar un mentider» «To Catch a Sly»      | Michael Preece     | David Paulsen        | 9 de desembre de 1983 (Estats units)  |
| 143     | 12                | «Barbacoa quatre» «Barbecue Four»                    | Leonard Katzman    | Arthur Bernard Lewis | 16 de desembre de 1983 (Estats units) |
| 144     | 13                | «Passat imperfecte» «Past Imperfect»                 | Larry Hagman       | David Paulsen        | 23 de desembre de 1983 (Estats units) |
| 145     | 14                | «Els principis de Peter» «Peter's Principles»        | Patrick Duffy      | Arthur Bernard Lewis | 6 de gener de 1984 (Estats units)     |
| 146     | 15                | «El petroli marítim» «Offshore Crude»                | Ray Danton         | David Paulsen        | 13 de gener de 1984 (Estats units)    |
| 147     | 16                | «Alguns sí, d'altres no» «Some Do... Some Don't»     | Larry Hagman       | Leonard Katzman      | 20 de gener de 1984 (Estats units)    |
| 148     | 17                | «L'espectador» «Eye of the Beholder»                 | Leonard Katzman    | Leonard Katzman      | 27 de gener de 1984 (Estats units)    |
| 149     | 18                | «Límit de 12 milions» «Twelve Mile Limit»            | Patrick Duffy      | David Paulsen        | 3 de febrer de 1984 (Estats units)    |
| 150     | 19                | «On és el pare» «Where Is Poppa?»                    | William F. Claxton | Arthur Bernard Lewis | 10 de febrer de 1984 (Estats units)   |
| 151     | 20                | «La fi del somni» «When the Bough Breaks»            | Nick Havinga       | Leonard Katzman      | 17 de febrer de 1984 (Estats units)   |
| 152     | 21                | «Confessions íntimes» «True Confessions»             | Paul Krasny        | David Paulsen        | 24 de febrer de 1984 (Estats units)   |
| 153     | 22                | «Adjudicat a...» «And the Winner Is...»              | Nick Havinga       | Arthur Bernard Lewis | 2 de març de 1984 (Estats units)      |
| 154     | 23                | «No és bo precipitar-se» «Fools Rush In»             | Michael Preece     | David Paulsen        | 9 de març de 1984 (Estats units)      |
| 155     | 24                | «L'inesperat» «The Unexpected»                       | Nick Havinga       | Arthur Bernard Lewis | 16 de març de 1984 (Estats units)     |
| 156     | 25                | «Estranyes aliances» «Strange Alliance»              | Larry Hagman       | Leonard Katzman      | 23 de març de 1984 (Estats units)     |
| 157     | 26                | «El detonant» «Blow Up»                              | Patrick Duffy      | David Paulsen        | 6 d'abril de 1984 (Estats units)      |
| 158     | 27                | «Moments crucials» «Turning Point»                   | Gwen Arner         | Arthur Bernard Lewis | 13 d'abril de 1984 (Estats units)     |
| 159     | 28                | «Històries d'amor» «Love Stories»                    | Michael Preece     | Leonard Katzman      | 4 de maig de 1984 (Estats units)      |
| 160     | 29                | «Què has fet, Jessica?» «Hush, Hush, Sweet Jessie»   | Gwen Arner         | David Paulsen        | 11 de maig de 1984 (Estats units)     |
| 161     | 30                | «Final» «End Game»                                   | Leonard Katzman    | Arthur Bernard Lewis | 18 de maig de 1984 (Estats units)     |

### Temporada 8 (1984–85)
| Episodi | Episodi temporada | Títol                                                         | Director         | Guionista            | Data d'emissió original               |
| --- | ----------------- | ------------------------------------------------------------- | ---------------- | -------------------- | ------------------------------------- |
| 162 | 1                 | «Un assassí en llibertat» «Killer at Large»                   | Leonard Katzman  | Arthur Bernard Lewis | 28 de setembre de 1984 (Estats Units) |
| En Bobby és malferit per uns trets que algú ha disparat prenent-lo per en JR. La Sue Ellen ha tornat al llit conjugal per complir els seus deures d'esposa. En Cliff Barnes, quan estava a punt d'arruïnar-se, troba petroli al Golf de Mèxic, i la Marlee Stone prova de fer-hi les paus. Mentrestant l'assassí frustrat d'en JR continua solt. |                   |                                                               |                  |                      |                                       |
| 163 | 2                 | «Formació de batalla» «Battle Lines»                          | Nick Havinga     | Arthur Bernard Lewis | 5 d'octubre de 1984 (Estats Units)    |
| JR belluga cel i terra per descobrir qui va disaparar contra ell però li resulta difícil perquè sembla que tots els seus enemics tenen coartades irrefutables. La cosa canvia quan es descobreix l'arma usada contra Bobby acasa d'un sospitós que resulta destingut.                                                                            |                   |                                                               |                  |                      |                                       |
| 164 | 3                 | «Si d'entrada no triomfes» «If at First You Don't Succeed»    | Leonard Katzman  | David Paulsen        | 12 d'octubre de 1984 (Estats Units)   |
| La investigació sobre l'atac de Boby pren un tomb inesperat que fa que JR temi per la seva vida. L'agressor planeja un altre atac i la policia està desconcertada. |                   |                                                               |                  |                      |                                       |
| 165 | 4                 | «Jamie»                                                       | Nick Havinga     | David Paulsen        | 19 d'octubre de 1984 (Estats Units)   |
| Sorprenen el problable assassí en un segon intent d'assassinat. Però sembla que és massa tard per salvar la víctima. Arriba a Southfork una desconeguda misteriosa amb una pretensió sorprenent, que alarma la família. |                   |                                                               |                  |                      |                                       |
| 166 | 5                 | «Família» «Family»                                            | Leonard Katzman  | Leonard Katzman      | 26 d'octubre de 1984 (Estats Units)   |
| Jamie ensenya el carnet de conduir d'Alaska i una folto vella de Jock i el seu pare. Se'n surt bé de les preguntes que li fa JR sobre els coneixements que té dels negocis de petroli però l'advocat de JR investiga la petició d'ella. Lucy té problemes amb uns pinxos al restaurant on treballa.                                              |                   |                                                               |                  |                      |                                       |
| 167 | 6                 | «Una ombra de dubte» «Shadow of a Doubt»                      | Nick Havinga     | Leonard Katzman      | 2 de novembre de 1984 (Estats Units)  |
| Sue Ellen surt en defensa de Jamie i li promet protegir-la de JR. Bobby i Jenna decideixen esperar a casar-se fins que torni Ellie. Lucy i Betty es barallen a causa d'Eddie. |                   |                                                               |                  |                      |                                       |
| 168 | 7                 | «Tornada a casa» «Homecoming»                                 | Gwen Arner       | Arthur Bernard Lewis | 9 de novembre de 1984 (Estats Units)  |
| El retorn d'Ellie i Clayton provoca reaccions contraposades a Southfork quan ella econeix que Jamie s'assembla a Jason. Pam especula amb Cliff sobre el retorn de Mark. |                   |                                                               |                  |                      |                                       |
| 169 | 8                 | «La festa dels barons del petroli» «Oil Baron's Ball III»     | Michael Preece   | David Paulsen        | 16 de novembre de 1984 (Estats Units) |
| Ellie es preocupa perquè Clayton se senti còmode a Southfork, però el trasbalsa troba la seva dona a la festa dels magnats petrolers. Cliff se sent afectat per l'estat emocional de Palm, provocat per la seva obsessió per en Mark. |                   |                                                               |                  |                      |                                       |
| 170 | 9                 | «Ombres» «Shadows»                                            | Gwen Arner       | David Paulsen        | 23 de novembre de 1984 (Estats Units) |
| Ellie s'adona que Clayton evita quedar-se a casa i Donna li proposa que tregui el retrat de Jock. Pam ha assumit que ha perdut definitivament Bobby i renova els seus esforços per trobar l'avió de Mark. JR sembla disposat a contractar Jamie per a l'oficina per complaure Sue Ellen.                                                         |                   |                                                               |                  |                      |                                       |
| 171 | 10                | «Charlie»                                                     | Michael Preece   | Leonard Katzman      | 30 de novembre de 1984 (Estats Units) |
| Charlie s'adona que Marchetta és el seu pare i desapareix. Mentre la policia la busca, Bobby contracta detectiu per vigilar l'exmarit de Jenna. Troben restes de l'avió de Mark i Pam recupera l'esperança de trobar-lo. |                   |                                                               |                  |                      |                                       |
| 172 | 11                | «Una altra barbacoa» «Barbecue Five»                          | Gwen Arner       | Arthur Bernard Lewis | 7 de desembre de 1984 (Estats Units)  |
| A la barbacoa, Jamie presenta un document que JR titlla immediatament de fals, però Clayton parla d'un altre que portarà molts maldecaps als Ewing. Jamie tira Marilee Stone a la piscina, i Ray i Donna discuteixen. |                   |                                                               |                  |                      |                                       |
| 173 | 12                | «Acceptes aquesta dona?» «Do You Take This Woman...»          | Michael Preece   | Leonard Katzman      | 14 de desembre de 1984 (Estats Units) |
| Arriba el dia del casament de Bobby i Jena, però una misteriosa telefonada espatlla la cerimònia. Jamie assegura que no farà servir contra la família el document comprometedor que té. JR no deixa de batallar per demostrar la seva falsedat, en pugna amb Cliff, que vol demostrar el contrari.                                               |                   |                                                               |                  |                      |                                       |
| 174 | 13                | «La història es repeteix / Dejà vu» «Deja Vu»                 | Leonard Katzman  | David Paulsen        | 21 de desembre de 1984 (Estats Units) |
| Bobby es queda atònit quan descobreix Jenna en companyia de Marchetta. Aprofitant l'anul·lació del casament, JR i Cliff s'alien per marginar Bobby i Pam. La recerca de Mark porta Pam cap al mar del Carib. |                   |                                                               |                  |                      |                                       |
| 175 | 14                | «Desaparellats / Desaparellat» «Odd Man Out»                  | Larry Hagman     | Arthur Bernard Lewis | 28 de desembre de 1984 (Estats Units) |
| Bobby es queda desolat pel casament de Jenna amb Marchetta i procura evadir-se amb l'alcohol. Pam rep notícies sobre la presència de Mark en un hospital de Jamaica, i Clayton acusa Ellie de protegir massa Bobby. |                   |                                                               |                  |                      |                                       |
| 176 | 15                | «Presó a Laredo» «Lockup in Laredo»                           | Patrick Duffy    | David Paulsen        | 4 de gener de 1985 (Estats Units)     |
| Jenna és arrestada sota l'acusació d'haver mort Marchetta i, malgrat proclamar-se innocent, no aconsegueix la llibertat provisional. JR provoca Jamie acusant-la d'haver mentit sobre la seva infidelitat, de la cual Sue Ellen ha estat testimoni.                                                                                              |                   |                                                               |                  |                      |                                       |
| 177 | 16                | «Vents de guerra» «Winds of War»                              | Leonard Katzman  | Leonard Katzman      | 11 de gener de 1985 (Estats Units)    |
| Jamie se'n va de Southfork i el seu odi envers JR la duu a col·laborar amb Cliff i a allunyar-se de Sue Ellen. Clayton anuncia que el document de Jamie dividirà Ewing Oil, i Donna i Ray comproven que el document potser és autèntic. Pam retorna del Carib, on ha estat buscant Mark.                                                         |                   |                                                               |                  |                      |                                       |
| 178 | 17                | «Llibertat» «Bail Out»                                        | Michael Preece   | David Paulsen        | 25 de gener de 1985 (Estats Units)    |
| Jenna torna amb Charlie quan queda en llibertat provisional i diua Bobby que no vol casar-s'hi mentre estigui pendent de judici. Pam s'adona que JR l'ha confós amb falsos rumors sobre Mark, raó per la qual no es refia d'unes informacions recents que el situen a Hong Kong.                                                                 |                   |                                                               |                  |                      |                                       |
| 179 | 18                | «El llegat de l'odi» «Legacy of Hate»                         | Robert Becker    | Arthur Bernard Lewis | 1 de febrer de 1985 (Estats Units)    |
| JR s'adona de la situació precària en què es troba la seva família a causa de la demanda presentada per Cliff i Jamie sobre les seves accions a Ewing Oil. Pam s'afegeix a l'acció de Cliff per venjar-se dels enganys que li ha fet JR en relació amb Mark.                                                                                     |                   |                                                               |                  |                      |                                       |
| 180 | 19                | «Els pecats del pare» «Sins of the Fathers»                   | Larry Hagman     | Leonard Katzman      | 8 de febrer de 1985 (Estats Units)    |
| Apareix més documentació que reforça la divisió de l'Ewing Oil entre els Barnes i les dues faccions dels Ewing. La possibilitat d'un judici treu a la llum aspectes poc honorables de la vida de Jock, cosa que mou Ray a lluitar activament contra Cliff i Jamie.                                                                               |                   |                                                               |                  |                      |                                       |
| 181 | 20                | «Els germans Ewing» «The Brothers Ewing»                      | Patrick Duffy    | David Paulsen        | 15 de febrer de 1985 (Estats Units)   |
| JR avisa els seus germans que es preparin per a una lluita aferrissada contra Cliff, i a Donna la preocupa l'aliança del seu marit amb el malvat JR. Cliff confia a guanyar el plet però Pam i Jamie tenen por que el judici afecti la bona reputació del seu pare.                                                                              |                   |                                                               |                  |                      |                                       |
| 182 | 21                | «Somnis esmicolats» «Shattered Dreams»                        | Nick Havinga     | Arthur Bernard Lewis | 22 de febrer de 1985 (Estats Units)   |
| El judici de Jenna experimenta un tomb inesperat a causa de la mort d'un testimoni que sabir el nom de l'assassí autèntic. Ellie fa costat a Clayton en l'oposició als mètodes il·legals que fan servir els germans Ewing per conservar l'empresa.                                                                                               |                   |                                                               |                  |                      |                                       |
| 183 | 22                | «A punt de mort / En punt mort» «Dead Ends»                   | Michael Preece   | Leonard Katzman      | 1 de març de 1985 (Estats Units)      |
| El viatge de Pam i Sue Ellen a Hong Kong obre unes noves perspectives. Cliff reforça la seva aliança amb Jamie i mira de reconciliar-se amb Marilee i Jordan. Malgrat les objeccions de Bobby, la policia considera que la mort de Veronica l'ha causada una sobredosi de droga.                                                                 |                   |                                                               |                  |                      |                                       |
| 184 | 23                | «Aproximació per tempteig / Assaig i error» «Trial and Error» | Larry Hagman     | David Paulsen        | 8 de març de 1985 (Estats Units)      |
| Bobby i Jenna encara estan més preocupats pel judici que comença perquè veuen la por a testificar de la germana de Verònica. Pam i Sue Ellen tornen de Hong Kong i JR reconeix que volia allunyar Pam de Bobby. |                   |                                                               |                  |                      |                                       |
| 185 | 24                | «El veredicte» «The Verdict»                                  | Patrick Duffy    | David Paulsen        | 15 de març de 1985 (Estats Units)     |
| Un organisme governamental fa tancar uns pous de petroli de JR perquè són contaminants i ell reacciona prometent al president d'aquest organisme finançament per a la seva campanya electoral. JR assegura a Mandy que la seva relació amb Sue Ellen té els dies comptats.                                                                       |                   |                                                               |                  |                      |                                       |
| 186 | 25                | «Les sentències» «Sentences»                                  | Michael Preece   | Arthur Bernard Lewis | 29 de març de 1985 (Estats Units)     |
| A partir del moment en què Jenna és declarada culpable pel tribunal que la jutja, la seva màxima preocupació és el benestar de Charlie, a qui Bobby ofereix ajut. Per tranquil·litzar Jenna, Bobby fa en el judici una declaració arriscada, que torba Pam.                                                                                      |                   |                                                               |                  |                      |                                       |
| 187 | 26                | «Termes de ruptura» «Terms of Estrangement»                   | Alexander Singer | Peter Dunne          | 12 d'abril de 1985 (Estats Units)     |
| Hi ha indicis que donen esperances a Bobby d'aconseguir uan segona oportunitat per a Jenna,però ella està amargada i no vol veure'l més. Mandy es cansa de les maneres possessives de JR i hi trenca. |                   |                                                               |                  |                      |                                       |
| 188 | 27                | «El parent dels Ewing» «The Ewing Connection»                 | Nick Havinga     | Arthur Bernard Lewis | 19 d'abril de 1985 (Estats Units)     |
| JR, Bobby i Ray es queden molt sorpresos quan descobreixen que el desconegut que els ha ofet ajuda per conservar l'empresa és germà de Jamie. Acorden que li donaran una participació en el negoci a canvi de la seva col·laboració. |                   |                                                               |                  |                      |                                       |
| 189 | 28                | «Bones accions i males accions» «Deeds and Misdeeds»          | Michael Preece   | David Paulsen        | 3 de maig de 1985 (Estats Units)      |
| Cliff i Jamie es casen sense saber que els germans Ewing han trobat uns documents de Jack que es consideraven desapareguts gràcies al fet que Amanda, la primera esposa e Jack, n'havia guardat còpies. JR assegura a Mandy que li serà més fàcil trencar amb Sue Ellen perquè ella ha tornat a beure.                                           |                   |                                                               |                  |                      |                                       |
| 190 | 29                | «Alliberament» «Deliverance»                                  | Nick Havinga     | Peter Dunne          | 10 de maig de 1985 (Estats Units)     |
| JR empeny Cliff a un judici sobre el plet de l'Ewing Oil perquè està seguir de guanyar-lo i de poder desacreditar públicament el seu adversari. Bobby preparra un pla per aconseguir una confessió del sospitós d'ahver assassinat Marchetta per poder alliberar Jenna.                                                                          |                   |                                                               |                  |                      |                                       |
| 191 | 30                | «El cant del cigne» «Swan Song»                               | Leonard Katzman  | Leonard Katzman      | 17 de maig de 1985 (Estats Units)     |
| Bobby posa fi a les seves tensions emocionals decidint-se definitivament entre Pam i Jenna. L'actitud de Sue Ellen reforça el determini de JR de tancar-la en un sanatori. Jamie comença els tràmits per anul·lar el matrimoni amb Cliff. |                   |                                                               |                  |                      |                                       |

### Temporada 9 (1985–86)
| Episodi | Episodi temporada | Títol                                                                      | Director            | Guionista                       | Data d'emissió original               |
| --- | ----------------- | -------------------------------------------------------------------------- | ------------------- | ------------------------------- | ------------------------------------- |
| 192 | 1                 | «La família Ewing» «The Family Ewing»                                      | Nick Havinga        | Leonard Katzman                 | 27 de setembre de 1985 (Estats Units) |
| Bobby Ewing mor en un accident d'aviació provocat per Katharine Wentworth. Tota la família Ewing queda abatuda per la desgràcia.JR s'enfronta mab Dusty Farlow, que corteja Sue Ellen i que s'esforça per fer-li deixar la beguda.Ray i Gary s'ofereixen a JR per ajudar-lo a portar l'Ewing Oil, però ell no ho vol.Pam refà la seva relació amb Ellie Ewing, que procuararà reconciliar totes les branques de la família.Després del funeral, s'espera la lectura del testament. |                   |                                                                            |                     |                                 |                                       |
| 193 | 2                 | «Tocar fons» «Rock Bottom»                                                 | Michael Preece      | Joel J. Feigenbaum              | 27 de setembre de 1985 (Estats Units) |
| Pam se sent culpable de la mort de Bobby i Sue Ellen, veint-se rebutjada per JR, es llança cap a un món allunyat del luxe de Southfork. |                   |                                                                            |                     |                                 |                                       |
| 194 | 3                 | «Aquells ulls» «Those Eyes»                                                | Nick Havinga        | Peter Dunne                     | 4 d'octubre de 1985 (Estats Units)    |
| Ingressen Sue Ellen en una unitat de desintoxicació a on la visiten JR i Dusty. La trobada resulta violenta. Ellie i Clayton proposen a en JR que la ingressi en un sanatori. |                   |                                                                            |                     |                                 |                                       |
| 195 | 4                 | «Resurrecció» «Resurrection»                                               | Michael Preece      | Hollace White, Stephanie Garman | 11 d'octubre de 1985 (Estats Units)   |
| Ellie accepta la proposta de vendre l'Ewing Oil per mantenir unida la família però aquesta decisió encara enfronta més els hereus. Tothom vol quedar-se les accions de Christopher. |                   |                                                                            |                     |                                 |                                       |
| 196 | 5                 | «L'únic mèrit» «Saving Grace»                                              | Nick Havinga        | Joel J. Feigenbaum              | 18 d'octubre de 1985 (Estats Units)   |
| JR està enfadat perquè la investigació que ha fet sobre el passat de Jack no li ha servit de res. Wendell dona un termini a Cliff perquè aconsegueixi que Pam i Jack li venguin les seves accions. |                   |                                                                            |                     |                                 |                                       |
| 197 | 6                 | «Mares» «Mothers»                                                          | Michael Preece      | Hollace White, Stephanie Garman | 25 d'octubre de 1985 (Estats Units)   |
| A Ellie no li fa gens de gràcia que es presenti a Southfork la mare de Sue Ellen, una dona busca-raons que vol arreglar la vida de la seva filla. Ellie i Pam decideixen vendre les seves accions a Wendell i JR veu que va perdent el control de l'empresa. |                   |                                                                            |                     |                                 |                                       |
| 198 | 7                 | «El vent del canvi» «The Wind of Change»                                   | Corey Allen         | Peter Dunne                     | 1 de novembre de 1985 (Estats Units)  |
| A la festa dels barons del petroli, Bobby Ewing rep un premi a títol pòstum. JR ha aconseguit convèncer la seva mare que no vengui les accions, però Pam anuncia a la festa una decisió que el deixa astorat. |                   |                                                                            |                     |                                 |                                       |
| 199 | 8                 | «Dilema» «Quandary»                                                        | Michael Preece      | Joel J. Feigenbaum              | 8 de novembre de 1985 (Estats Units)  |
| Pam provoca la ira de JR ocupant el despatx de Bobby a l'Ewing Oil i recordant-li que ara són socis. Donna i Ray prenen una decisió sobre el fill que esperen. |                   |                                                                            |                     |                                 |                                       |
| 200 | 9                 | «Encontres íntims / Trobades» «Close Encounters»                           | Corey Allen         | Hollace White, Stephanie Garman | 15 de novembre de 1985 (Estats Units) |
| Els Ewing organitzen un rodeo amb finalitats benèfiques que dona motiu a maniobres familiars en les quals participen tots els seus membres. L'aire seductor d'Angelica desperta la curiositat de Jack. |                   |                                                                            |                     |                                 |                                       |
| 201 | 10                | «Patiu, nens petits / Que pateixi la canalla» «Suffer the Little Children» | Michael Preece      | Leonard Katzman                 | 22 de novembre de 1985 (Estats Units) |
| Sue Ellen demana el divorci i la plena custòdia de John Ross, però JR l'amenaça si li treu el nen. A ella li agrada l'amistat de Dusty, però refusa viure amb ell. |                   |                                                                            |                     |                                 |                                       |
| 202 | 11                | «El premi» «The Prize»                                                     | Corey Allen         | Hollace White, Stephanie Garman | 29 de novembre de 1985 (Estats Units) |
| El detectiu que investiga l'afer Marinos telefona JR des d'Atenes i es citen a l'aeroport. JR hi troba l'equipatge però no l'home. Jamie i Cliff preparen un casament tradicional, amb lluna de mel inclosa. |                   |                                                                            |                     |                                 |                                       |
| 203 | 12                | «Com un peó» «En Pasant»                                                   | Michael Preece      | Peter Dunne, Joel J. Feigenbaum | 6 de desembre de 1985 (Estats Units)  |
| JR ofereix una feina a Ewing Oil al fill del jutge que ha de decidir sobre la custòdia de John Ross. Angelica ordena a Nicholas que tingui segrestat a Grècia el detectiu de JR fins que pugui interceptar-li l'informe. |                   |                                                                            |                     |                                 |                                       |
| 204 | 13                | «Comiats» «Goodbye, Farewell, and Amen»                                    | Linda Day           | Will Lorin                      | 13 de desembre de 1985 (Estats Units) |
| JR està disposat a renunciar a la custòdia de John Ross si Sue Ellen torna a Southfork. Jack no entén perquè Jenna vol deixar de veure'l. Angelica comprova que JR no ha rebut la informació de Grècia. |                   |                                                                            |                     |                                 |                                       |
| 205 | 14                | «La curiositat és mala consellera» «Curiosity Killed the Cat»              | Larry Hagman        | Deanne Barkley                  | 20 de desembre de 1985 (Estats Units) |
| JR promet a Angelica que descobrirà perquè Jack ha desaparegut. Cliff Barnes fa creure a Mandy que les trobades entre Angelica i JR no són per parlar de negocis i així li fa costat. |                   |                                                                            |                     |                                 |                                       |
| 206 | 15                | «Un vell lligam» «The Missing Link»                                        | Linda Day           | Bill Taub                       | 3 de gener de 1986 (Estats Units)     |
| Matt Cantrell arriba a la ciutat per veure Bobby sense saber que el seu amc d'infantesa és mort. Quan Pam comprèn el valor que Bobby donava a la mina de Cantrell, li assegura que mantindrà la inversió d'Ewing Oil als seus projectes miners. |                   |                                                                            |                     |                                 |                                       |
| 207 | 16                | «Vint-i-quatre hores / 24 hores» «Twenty-Four Hours»                       | Robert Becker       | Hollace White, Stephanie Garman | 10 de gener de 1986 (Estats Units)    |
| Per salvar la vida de Jamie resulta imprescindible trobar un donant de sang compatible. Per això tots els Ewing es concentren a trobar el seu germà Jack. Jenna té alguan idea d'on trobar-lo. |                   |                                                                            |                     |                                 |                                       |
| 208 | 17                | «Joc mortal» «The Deadly Game»                                             | Larry Hagman        | Bill Taub                       | 17 de gener de 1986 (Estats Units)    |
| L'estat de salut de Jamie es manté crític, però sembla que respon positivament a la sang donada per Jack. Això fa pensar a JR que Jack i Jamie tenen els mateixos pares, cosa que el du a sospitar del negoci Marinos. |                   |                                                                            |                     |                                 |                                       |
| 209 | 18                | «Cap a Colòmbia» «Blame It on Bogota»                                      | Robert Becker       | Peter Dunne                     | 24 de gener de 1986 (Estats Units)    |
| La ingenuïtat de Sue Ellen fa que JR la respecti a contracor. Ella gaudeix de la companyia del doctor Kenderson i JR està preocupat per les despeses exagerades de la seva mare i en vol saber la causa. La trampa de JR d'implicar Pam en el negoci miner de Matt la fa viatjar a Colòmbia. |                   |                                                                            |                     |                                 |                                       |
| 210 | 19                | «Jocs a l'ombra» «Shadow Games»                                            | Roy Campanella, Jr. | Joel J. Feigenbaum              | 31 de gener de 1986 (Estats Units)    |
| Clayton veu que ja és hora de vendre l'empresa Farlow perquè descobreix que Ellie cobria les pèrdues d'amagat. A Colòmbia, Pam desapareix i a Matt el donen per mort. Nicholas rep notícies que amenacen d'enfonsar el seu projecte de Martinica. |                   |                                                                            |                     |                                 |                                       |
| 211 | 20                | «Desapareguda» «Missing»                                                   | Michael A. Hoey     | Leonard Katzman                 | 7 de febrer de 1986 (Estats Units)    |
| JR viatja a Colòmbia per asseguarar-se que no s'ha descobert la seva complicitat amb Matt i per encarregar la recerca de Pam. Fa creure que viatja a Europa i això preocupa Angèlica perquè es pensa que JR deu haver descobert alguna cosa sobre la mort de Dimitri. |                   |                                                                            |                     |                                 |                                       |
| 212 | 21                | «Vaques magres» «Dire Straits»                                             | Bruce Bilson        | Joel J. Feigenbaum, Peter Dunne | 14 de febrer de 1986 (Estats Units)   |
| Un cop recollit el rescat de pam, Matt torna amb una nota dels segrestadors indicant que Pam serà alliberada l'endemà alb mateix lloc. Cliff i Mark volen acompanyar Matt i s'acusen mútuament per la desgràcia de Pam, però finalment Matt hi va sol. |                   |                                                                            |                     |                                 |                                       |
| 213 | 22                | «Preludi» «Overture»                                                       | Corey Allen         | Hollace White, Stephanie Garman | 21 de febrer de 1986 (Estats Units)   |
| JR demana a Sue Ellen que l'acompanyi a Martinica i, com que la veu dubtosa, augmenta la gelosia que sent per Kenderson i encomana a McSween que busqui alguan cosa que perjudiqui Kenderson. A Colòmbia, Cliff es queda sense mina de maragdes. |                   |                                                                            |                     |                                 |                                       |
| 214 | 23                | «Tir al plat / Tir al blanc» «Sitting Ducks»                               | Linda Day           | Susan Howard                    | 28 de febrer de 1986 (Estats Units)   |
| Tornant de Colòmbia, Pam s'enfronta amb JR per defensar el seu paper en l'Ewing Oil. A Colòmbia, Matt es proposa convèncer un escèptic Rueda que no està interessat només en els diners de Pam. |                   |                                                                            |                     |                                 |                                       |
| 215 | 24                | «Mascarada» «Masquerade»                                                   | Larry Hagman        | Leonard Katzman                 | 7 de març de 1986 (Estats Units)      |
| A Martinica, en una conferència de premsa, Angèlica presenta formalment Jack com si fos Dimitri. JR hi assisteix, malgrat que Grace l'avisa que arrisca la seva vida. Kenderson surt a sopar amb Sue Ellen i li demana una relació més íntima. |                   |                                                                            |                     |                                 |                                       |
| 216 | 25                | «Epíleg» «Just Desserts»                                                   | Linda Gray          | Joel J. Feigenbaum, Peter Dunne | 14 de març de 1986 (Estats Units)     |
| Després del fracàs de la substitució de Dimitri, Angèlica desapareix, Grace talla el seu idil·li amb Jack i ell es nega a treballar més amb JR. Jenna té ganes d'anar-se'n, ella i Charlie, de Southfork. |                   |                                                                            |                     |                                 |                                       |
| 217 | 26                | «Res no es mai perfecte» «Nothing's Ever Perfect»                          | Bruce Bilson        | Leonard Katzman                 | 21 de març de 1986 (Estats Units)     |
| JR s'adona sobtadament que pot haver perdut Sue Ellen per sempre i l'informen que, si vol desacreditar Jerry Kenderson, haurà de fer-ho de sotamà. Pam es disposa a cedir les accions de Christopher a l'Ewing Oil, però li costa vendre una cosa per la qual Bobby havia lluitat tant. |                   |                                                                            |                     |                                 |                                       |
| 218 | 27                | «L'ascensió de J.R.» «J.R. Rising»                                         | Linda Day           | Joel J. Feigenbaum, Peter Dunne | 4 d'abril de 1986 (Estats Units)      |
| A Colòmbia, Matt aconsegueix trobar un gran dipòsit de maragdes i les reticències de Rueda es transformen en col·laboració. Donna i Ray tenen un disgust quan veuen que Tony no vol que l'adoptin. JR i Kenderson s'enfronten obertament. |                   |                                                                            |                     |                                 |                                       |
| 219 | 28                | «Descobriments inesperats» «Serendipity»                                   | Bruce Bilson        | Leonard Katzman                 | 11 d'abril de 1986 (Estats Units)     |
| Matt va a Dallas amb les maragdes per sorprendre Pam. Un terratrèmol destrueix Los Gatos. La policia deté Angelica per dur una arma però la deixen en llibertat quan comproven que té un permís. |                   |                                                                            |                     |                                 |                                       |
| 220 | 29                | «Tres cops a la vida» «Thrice In a Lifetime»                               | Jerry Jameson       | Peter Dunne, Joel J. Feigenbaum | 2 de maig de 1986 (Estats Units)      |
| Jack no està d'acord amb el fet que Clayton i Ray hagin contractat un vell cowboy, Ben Stivers, perquè es cuidi de les cavallerisses i decideix anar-se'n de Dallas. |                   |                                                                            |                     |                                 |                                       |
| 221 | 30                | «Hola i adéu» «Hello, Goodbye, Hello»                                      | Nick Havinga        | Leonard Katzman                 | 9 de maig de 1986 (Estats Units)      |
| JR, tot i que els seus negocis trontollen, retroba la felicitat amb Sue Ellen. Els socis de JR ofereixen una participació a Cliff però no l'accepta. Mandy es vol venjar de JR. |                   |                                                                            |                     |                                 |                                       |
| 222 | 31                | «Explosió del passat» «Blast From the Past»                                | Michael Preece      | Peter Dunne, Joel J. Feigenbaum | 16 de maig de 1986 (Estats Units)     |
| La felicitat del dia del casament de Pam i Mar, es dilueix aviat. L'intent de JR de burlar Angèlica pot impedir salvar la vida de Jack i la presència enigmàtica del vell cowboy Ben Stivers complica la vida dels Ewing. |                   |                                                                            |                     |                                 |                                       |

### Temporada 10 (1986–87)
| Episodi | Episodi temporada | Títol                                                                             | Director        | Guionista                               | Data d'emissió original               |
| --- | ----------------- | --------------------------------------------------------------------------------- | --------------- | --------------------------------------- | ------------------------------------- |
| 223 | 1                 | «Retorn a Camelot (part 1)» «Return to Camelot, Part I»                           | Leonard Katzman | Leonard Katzman, Mitchell Wayne Katzman | 26 de setembre de 1986 (Estats Units) |
| A Pam la desperta el soroll de l'aigua de la dutxa quan somiava que Bobby moria atropellat quan anava a Southfork a dir a Jenna que volia casar-se amb Pam. |                   |                                                                                   |                 |                                         |                                       |
| 224 | 2                 | «Retorn a Camelot (part 2)» «Return to Camelot, Part II»                          | Leonard Katzman | Leonard Katzman, Mitchell Wayne Katzman | 26 de setembre de 1986 (Estats Units) |
| Jenna se'n va de Southfork en contra de la voluntat de Charlie. Cliff convoca una reunió per parlar dels aranzels que volen abolir i JR proposa que Donna faci les gestions a Washington. El nou capataç té uns records de joventut particulars.                                                                                                |                   |                                                                                   |                 |                                         |                                       |
| 225 | 3                 | «Aposta fort, Sue Ellen!» «Pari Per Sue»                                          | Michael Preece  | David Paulsen                           | 3 d'octubre de 1986 (Estats Units)    |
| Sue Ellen vol comprometre JR ficant-se en un negoci de roba eròtica. Ellie i Clayton comencen a tenir friccions després que ella ha tingut un primer contacte pertorbador amb el misteriós Wes Parmalee. |                   |                                                                                   |                 |                                         |                                       |
| 226 | 4                 | «El rei que va ser i serà» «Once and Future King»                                 | Leonard Katzman | Calvin Clements, Jr.                    | 10 d'octubre de 1986 (Estats Units)   |
| Ellie se sent atreta irresistiblement a l'habitació de Wes Parmalee i fa una descoberta sorprenent que encara la trasbalsa més. JR se sent atrapat entre dos focs: la campanya de Sue Ellen per fer-li perdre els nervis i els problemes de l'empresa.                                                                                          |                   |                                                                                   |                 |                                         |                                       |
| 227 | 5                 | «Enigma»                                                                          | Michael Preece  | Leah Markus                             | 17 d'octubre de 1986 (Estats Units)   |
| Ellie ordena a wes Parmalee que se'n vagi de Southfork, transtronada per les afirmacions que ha fet. JR, enfurit perquè Sue Ellen els ha fet seguir, a ells i a Mandy, li ofereix el divorci. |                   |                                                                                   |                 |                                         |                                       |
| 228 | 6                 | «Els ulls també enganyen» «Trompe L'Oeil»                                         | Leonard Katzman | Leonard Katzman                         | 25 d'octubre de 1986 (Estats Units)   |
| Ellie revela a tota la família l'actitud de Parmalee. Clayton es posa a la defensiva i amenaça Wes perquè no s'interposi entre ell i Ellie. JR i Bobby no se'l creuen fins que Parmalee els fa una visita per sorpresa a l'Ewing Oil. |                   |                                                                                   |                 |                                         |                                       |
| 229 | 7                 | «Imperatiu territorial» «Territorial Imperative»                                  | Michael Preece  | David Paulsen                           | 31 d'octubre de 1986 (Estats Units)   |
| JR i Bobby comencen a investigar Parmalee per les seves advertències de dura el cas als tribunals i alterar el control que tenen de l'Ewing Oil. La venjança de Sue Ellen contra JR i la seva amant puja un escaló més. |                   |                                                                                   |                 |                                         |                                       |
| 230 | 8                 | «La segona vegada» «The Second Time Around»                                       | Leonard Katzman | Calvin Clements, Jr.                    | 7 de novembre de 1986 (Estats Units)  |
| Ray, afectat per una discussió que acaba de tenir amb Donna, es discuteix amb Bobby el dia dels seu casament i Pam ho sent. JR ho aprofita per fer un últim casament perquè Jenna vagi al casament. Wes Parmalee torna a aparèixer. |                   |                                                                                   |                 |                                         |                                       |
| 231 | 9                 | «Toquen les campanes / Sonen les campanes» «Bells Are Ringing»                    | Michael Preece  | Leah Markus                             | 14 de novembre de 1986 (Estats Units) |
| Bobby i Pam es veuen obligats a prendre una decisió difícil sobre el seu casament a causa de la revelació de Ray. L'actuació de West Parmalee comença a tenir efectes perjudicials: el banc congela els crèdits per l'Ewing Oil davant la possibilitat que West sigui efectivament Jock.                                                        |                   |                                                                                   |                 |                                         |                                       |
| 232 | 10                | «Qui és qui al ball dels barons del petroli» «Who's Who at the Oil Baron's Ball?» | Leonard Katzman | David Paulsen                           | 21 de novembre de 1986 (Estats Units) |
| Clayton comença a intranquil·litzar-se a causa de Parmalee, i demana a Miss Ellie si efectivament es creu que és Jock. De cara al ball dels barons dels petroli, JR fa una proposta interessant a April Stevens, mentre Sue Ellen fa tractes pel seu compte amb un productor de Hollywood.                                                      |                   |                                                                                   |                 |                                         |                                       |
| 233 | 11                | «Resultat positiu» «Proof Positive»                                               | Michael Preece  | Calvin Clements, Jr.                    | 28 de novembre de 1986 (Estats Units) |
| Parmalee fa una revelaió sorprenent davant de l'alta societat de Dallas al ball dels barons. Les exigències de JR, Bobby i Clayton obliguen Parmalee a acceptar a desgrat passar una prova amb el detector de mentides per demostrar si és l'amo d'Ewing Oil.                                                                                   |                   |                                                                                   |                 |                                         |                                       |
| 234 | 12                | «Coses noves, coses velles» «Something Old, Something New»                        | Leonard Katzman | Leah Markus                             | 5 de desembre de 1986 (Estats Units)  |
| Bobby es retroba amb la desagradable obligació d'anar a Sud-amèrica a refer el viatge mortal del seu pare, per buscar proves contra Parmalee. JR pressiona Miss Ellie perquè negui les al·legacions de Parmalee. Sue Ellen aprofita l'ocasió per tornar amb JR.                                                                                 |                   |                                                                                   |                 |                                         |                                       |
| 235 | 13                | «Barbacoa» «Bar-B-Cued»                                                           | Michael Preece  | David Paulsen                           | 12 de desembre de 1986 (Estats Units) |
| El conflicte de Parmalee acosta JR i Clayton. Bobby retorna de Sud-amèrica amb proves referides al cas Parmalee, però un convidat desconegut i inesperat es presenta a la barbacoa anual dels Ewing per sorprendre Miss Ellie amb la veritat sobre el fet.                                                                                      |                   |                                                                                   |                 |                                         |                                       |
| 236 | 14                | «I després vindrà el foc» «The Fire Next Time»                                    | Patrick Duffy   | David Paulsen                           | 19 de desembre de 1986 (Estats Units) |
| Clayton esclata de revenja i Miss Ellie demana ajut als seusfills per contenir la fúria del seu marit. Donna torna amb la decisió presa sobre el seu casament amb Ray. JR rep notícies preocupants de B.D. Calhoun. |                   |                                                                                   |                 |                                         |                                       |
| 237 | 15                | «... Colliràs tempestes» «So Shall Ye Reap»                                       | Jerry Jameson   | Leonard Katzman                         | 2 de gener de 1987 (Estats Units)     |
| Davant la presència amenaçadora de B.D. Calhoun, JR pren les mesures necessàries per deslliurar-se del mercenari. La investigació que fa Pam a causa de les seves sospites sobre alguns negocis de Cliff li fa repensar la proposata de Wendell.                                                                                                |                   |                                                                                   |                 |                                         |                                       |
| 238 | 16                | «Tic tac» «Tick, Tock»                                                            | Patrick Duffy   | Mitchell Wayne Katzman                  | 9 de gener de 1987 (Estats Units)     |
| Sue Ellen no sospita res de Calhoun, a qui coneix amb una altra identitat, quan es posa en contacte amb ella per venjar-se de JR. Ray pateix per la pèrdua de la seva dona i del fill que esperava i reprèn el negoci de cavalls que tenia amb Clayton per oblidar tots dos les seves penes.                                                    |                   |                                                                                   |                 |                                         |                                       |
| 239 | 17                | «El visitant nocturn» «Night Visitor»                                             | Larry Hagman    | Calvin Clements, Jr.                    | 23 de gener de 1987 (Estats Units)    |
| A Bobby li resulta sospitós veure JR massa preocupat pel sistema de seguretat de Southfork. Cliff executa a contracor el pla de Jeremy Wendell per enfonsar l'Ewing Oil i April Stevens continua conspirant per recuperar el seu cinc per cent a l'empresa.                                                                                     |                   |                                                                                   |                 |                                         |                                       |
| 240 | 18                | «Com el gat i la rata» «Cat and Mouse»                                            | Michael Preece  | Leah Markus                             | 30 de gener de 1987 (Estats Units)    |
| Bobby descobreix finalment la causa del comportament misteriós de JR. Calhoun continua espantant JR amb el seu joc perillós. Bobby i Pam temem que Sue Ellen hagi tornat a la beguda una nit que no torna a l'hora. |                   |                                                                                   |                 |                                         |                                       |
| 241 | 19                | «Última jugada» «High Noon for Calhoun»                                           | David Paulsen   | David Paulsen                           | 6 de febrer de 1987 (Estats Units)    |
| Tement per la seguretat de les seves famílies, JR i Bobby envien Sue Ellen, Pam, John Ross i Christopher a Califòrnia per escapar de l'amenaça de Calhoun, però JR es veu abocat a un enfrontament mortal quan els terrorista els localitza. |                   |                                                                                   |                 |                                         |                                       |
| 242 | 20                | «Punt d'inflexió» «Olio»                                                          | Steve Kanaly    | Leonard Katzman                         | 13 de febrer de 1987 (Estats Units)   |
| JR paga un alt preu personal per la seva relació amb Calhoun, però se li acosta un perill més gran quan ha de respondre davant la llei d'associació amb el terrorista. Malgrat la millora de relacions amb el senador Dowling, Donna se sent paralitzada en els seus esforços de pressió política.                                              |                   |                                                                                   |                 |                                         |                                       |
| 243 | 21                | «Una mort a la família» «A Death in the Family»                                   | Michael Preece  | Mitchell Wayne Katzman                  | 20 de febrer de 1987 (Estats Units)   |
| Unes notícies insòlites de Califòrnia posen en qüestió qui és el veritable propietari de l'esmunyedís 10% de les accions de l'Ewing Oil. JR i April Stevens continuen buscant discretament Jack Ewing. Sue Ellen deixa córrer l'assumpte de la roba interior a Los Angeles, però busca una noia a Dallas.                                       |                   |                                                                                   |                 |                                         |                                       |
| 244 | 22                | «Venjança mesquina» «Revenge of the Nerd»                                         | Linda Gray      | Calvin Clements, Jr.                    | 27 de febrer de 1987 (Estats Units)   |
| Cliff Barnes llança una bomba contra els germans Ewing amb una revelació que enfureix JR i el porta de dividir la família en acusar Pam de conspirar amb el seu germà per enfonsar l'empresa. Ray arriba a una decisió dolorosa en la seva batalla amb Donna a causa del fill no nascut.                                                        |                   |                                                                                   |                 |                                         |                                       |
| 245 | 23                | «La solució del deu per cent» «The Ten Percent Solution»                          | Michael Preece  | Susan Howard Chrane                     | 13 de març de 1987 (Estats Units)     |
| JR es proposa incriminar Cliff Barnes per la mort de Jamie i, mentre maniobra secretament per assegurar l'infame deu per cent de l'Ewing Oil, també prepara una trobada entre April i un jutge amic seu perquè l'atregui a la seva causa. |                   |                                                                                   |                 |                                         |                                       |
| 246 | 24                | «N'hi ha de bons, n'hi ha de dolents» «Some Good, Some Bad»                       | Larry Hagman    | Louella Lee Caraway                     | 20 de març de 1987 (Estats Units)     |
| JR i Bobby aconsegueixen ajuda d'un visitant inesperat en la inacabable batalla pel du per cent de l'Ewing Oil. Bobby i Pam defensen Cliff davant l'acusació del presumpte assassí de Jamie. |                   |                                                                                   |                 |                                         |                                       |
| 247 | 25                | «Guerra i pau» «War and Peace»                                                    | Dwight Adair    | Leah Markus                             | 3 d'abril de 1987 (Estats Units)      |
| Una dura batalla judicial acaba en una descisió que provoca un gran batibull tant a la banda els Ewing com a la dels Barnes. Donna comença a treballar amb l'encarregat de recaptar fons per a un polític mentre que Pam encara lluita amb la idea de Jenna d'emportar-se el nen de Bobby.                                                      |                   |                                                                                   |                 |                                         |                                       |
| 248 | 26                | «Gent sense pietat» «Ruthless People»                                             | Patrick Duffy   | Mitchell Wayne Katzman                  | 10 d'abril de 1987 (Estats Units)     |
| Jeremy Wendell se sent traït per JR i April Stevens i es proposa venjar-se de l'Ewing Oil. Uns espectaculars titulars de premsa implicant JR en activitats terroristes a JR donen arguments a Wendell per aconseguir el seu propòsit. Mandy retorna a la seva activitat d'estrella de la roba interior.                                         |                   |                                                                                   |                 |                                         |                                       |
| 249 | 27                | «La foscor al final del túnel» «The Dark at the End of the Tunnel»                | Larry Hagman    | Calvin Clements, Jr.                    | 1 de maig de 1987 (Estats Units)      |
| Bobby, Ray i Miss Ellie acaben cansats de les contínues maniobles de sotamà de JR, i li venen totes les seves accions en l'Ewing Oil. Sue Ellen vol assegurar-se que JR li és fidel i fa un pla per comprovar-ho. |                   |                                                                                   |                 |                                         |                                       |
| 250 | 28                | «Núvols de tempesta» «Two-Fifty»                                                  | Michael Preece  | Leonard Katzman                         | 8 de maig de 1987 (Estats Units)      |
| JR lluita desesperadament per defensar-se ell i l'empresa de les acusacions del departament de Justícia, mentre Jeremy Wendell continua obligant Scottfield a col·laborar amb ell contra els Ewing. Mandy Winger revela l'autèntica raó del seu retorn a Dallas. El senador Dowling promet a Bobby que buscarà la manera de salvar l'Ewing Oil. |                   |                                                                                   |                 |                                         |                                       |
| 251 | 29                | «La caiguda de la casa Ewing» «Fall of the House of Ewing»                        | Leonard Katzman | David Paulsen                           | 15 de maig de 1987 (Estats Units)     |
| El desig de Bobby i Pamb de tenir un futur serè i feliç se'n va en orris. La imminent pèrdua de l'Ewing Oil aboca JR a una lluita desesperada per la seva pròpia vida. Jeremy Wendell, segur de si mateix, revela la seva conspiració al seu enemic.                                                                                            |                   |                                                                                   |                 |                                         |                                       |

### Temporada 11 (1987–88)
| Episodi | Episodi temporada | Títol                                                                                  | Director        | Guionista              | Data d'emissió original               |
| --- | ----------------- | -------------------------------------------------------------------------------------- | --------------- | ---------------------- | ------------------------------------- |
| 252 | 1                 | «L'ascensió després de la caiguda» «After the Fall: Ewing Rise»                        | Leonard Katzman | Arthur Bernard Lewis   | 25 de setembre de 1987 (Estats Units) |
| L'accident de Pam destrossa els somnis de felicitat de Bobby i sotmet tota la família a un estat de prostració, pendents tots de la vida de l'accidentada. JR ha d'enfrontar-se amb obstacles inesperats per recuperar el seu poder dins de la indústria del petroli.                   |                   |                                                                                        |                 |                        |                                       |
| 253 | 2                 | «Un altre Digger, si us plau» «After the Fall: Digger Redux»                           | Michael Preece  | David Paulsen          | 25 de setembre de 1987 (Estats Units) |
| Cliff està molt trasbalsat per la possibilitat de perdre Pam, l'últim membre de la seva família, i fa amistat amb un vell borratxo que curiosament s'assembla al seu pare, Digger Barnes. Sue Ellen entra en relació amb Nicholas Pearce, un banquer que sembla interessat a ajudar-la. |                   |                                                                                        |                 |                        |                                       |
| 254 | 3                 | «Pares i fills / El fill també s'aixeca» «The Son Also Rises»                          | Leonard Katzman | Leah Markus            | 2 d'octubre de 1987 (Estats Units)    |
| Christopher, indignat i confós, desapareix de Southfork i trasbalsa tota la família Ewing. JR rep una informació molt interessant del seu detectiu i coneix un soci potencial per als seus negocis. Una estranya silueta envaeix l'habitació d'hospital on està ingressada Pam.         |                   |                                                                                        |                 |                        |                                       |
| 255 | 4                 | «Allò que el vent s'endugué» «Gone with the Wind»                                      | Michael Preece  | Mitchell Wayne Katzman | 9 d'octubre de 1987 (Estats Units)    |
| Bobby fa una terrible descoberta en entrar a l'habitació de Pam. Les coses van millor per a JR d'ençà que indueix Casey Denault a una acció de sotamà i que Sue Ellen se'n va a Los Angeles en viatge de negocis amb l'afable Nicholas Pearce.                                          |                   |                                                                                        |                 |                        |                                       |
| 256 | 5                 | «La dama desapareix» «The Lady Vanishes»                                               | Leonard Katzman | Leonard Katzman        | 16 d'octubre de 1987 (Estats Units)   |
| Bobby i Clift recorren Texas buscant desesperadament Pam i procurant aclarir el misteri que l'envolta. JR rep bones notícies de Casey, i Jenna es replanteja els seus sentiments envers Ray.                                                                                            |                   |                                                                                        |                 |                        |                                       |
| 257 | 6                 | «Amor difícil» «Tough Love»                                                            | Michael Preece  | Arthur Bernard Lewis   | 23 d'octubre de 1987 (Estats Units)   |
| JR i Ray han de calmar la ràbia i la frustració de Bobby quan la descarrega contra un bar ple de cowboys en un atrac d'ira. La propaganda que fa Dandy d'una terra rica en petroli atrau l'atenció de Cliff. Casey aprèn els mètodes característeics de JR.                             |                   |                                                                                        |                 |                        |                                       |
| 258 | 7                 | «L'últim tango a Dallas» «Last Tango in Dallas»                                        | Jerry Jameson   | David Paulsen          | 30 d'octubre de 1987 (Estats Units)   |
| Bobby aconsegueix notícies de Pam a través de l'amistat que estableixen ell i Christopher amb una noia jove i atractiva. Cliff s'arrisca a perforar la terra on li han dit que hi havia petroli. JR rep valuosa informació sobre Wetstar.                                               |                   |                                                                                        |                 |                        |                                       |
| 259 | 8                 | «La venjança de la mòmia» «Mummy's Revenge»                                            | Michael Preece  | Mitchell Wayne Katzman | 6 de novembre de 1987 (Estats Units)  |
| Tots els residents a Southfork viuen amb angúnia l'operació quirúrgica a què s'ha de sotmetre Clayton. Cliff continua confiant en Dandy sense adonar-se de l'engany. Sue Ellen està decidida a triomfar sola i rebutja April com a soci.                                                |                   |                                                                                        |                 |                        |                                       |
| 260 | 9                 | «Animació» «Hustling»                                                                  | Jerry Jameson   | Leah Markus            | 13 de novembre de 1987 (Estats Units) |
| La reacció de Christopher davant les males notícies sobre Pam donen a Bobby la força necessària per prendre una decisió transcendental. Casey prepara secretament socis potencials d'una nova associació i Jenna es decideix finalment sobre la proposta de Ray.                        |                   |                                                                                        |                 |                        |                                       |
| 261 | 10                | «Històries per anar a dormir / El conte abans de dormir» «Bedtime Stories»             | Michael Preece  | Leonard Katzman        | 20 de novembre de 1987 (Estats Units) |
| Ray i Jenna comuniquen les bones notícies a Bobby i la resta dels Ewing. Tot i tractar-se d'una relació recent, Bobby prefereix tallar els seus vincles amb Lisa Alden a causa de Christopher però decideix acostar-se a una altra dona del seu passat.                                 |                   |                                                                                        |                 |                        |                                       |
| 262 | 11                | «Amants i altres mentiders» «Lovers and Other Liars»                                   | Jerry Jameson   | Arthur Bernard Lewis   | 27 de novembre de 1987 (Estats Units) |
| Dandy defensa desesperadament els seus aparells de perforació retenint els treballadors amb una arma. JR, amb l'ajut involuntari d'April Stevens, continua perseguint Wetstar i Kimberly.                                                                                               |                   |                                                                                        |                 |                        |                                       |
| 263 | 12                | «Fills i germans» «Brothers and Sons»                                                  | Michael Preece  | David Paulsen          | 4 de desembre de 1987 (Estats Units)  |
| El dia del casament de Ray i Jenna, Christopher s'enfrontra amb el descobriment de la identitat del pare de Lucas mentre que Jenna rememora els seus sentiments anteriors envers Bobby. Cliff i Dandy reben notícies increïblement bones quan ja es troben en ple desastre.             |                   |                                                                                        |                 |                        |                                       |
| 264 | 13                | «Germà, tens una criatura per deixar-me?» «Brother, Can You Spare a Child?»            | Patrick Duffy   | Leah Markus            | 11 de desembre de 1987 (Estats Units) |
| Es descobreix el misteriós benefactor que hi ha darrera Lisa Alden i la seva persecució de Christopher. Bobby decideix actuar jurídicament contra ella. Sue Ellen troba l'ocasió de venjar-se de JR en un sopar amb Kimberly i Wilson Cryder.                                           |                   |                                                                                        |                 |                        |                                       |
| 265 | 14                | «La nineta dels ulls del pare» «Daddy's Little Darlin»                                 | Larry Hagman    | Mitchell Wayne Katzman | 18 de desembre de 1987 (Estats Units) |
| Bobby prepara una lluita ferotge als tribunals a fi de mantenir la custòdia de Chistopher. JR s'assabenta de la eslleialtat de Casey i es proposa donar-li una lliçó, mentre continua empaitant Kimberly per aconseguir una entrevista amb el seu poderós pare.                         |                   |                                                                                        |                 |                        |                                       |
| 266 | 15                | «Torno a ser jo» «It's Me Again»                                                       | Leonard Katzman | Leonard Katzman        | 8 de gener de 1988 (Estats Units)     |
| A causa d'un ultimàtum del doctor Styles, JR demana una mostra de confiança a Kimberly. April es preocupa per Bobby i li cedeix la custòdia de Chistopher. Jenna demostra uns sentiments fortament amagas a un Bobby desconcertat.                                                      |                   |                                                                                        |                 |                        |                                       |
| 267 | 16                | «Matrimoni amb gel» «Marriage on the Rocks»                                            | Larry Hagman    | Arthur Bernard Lewis   | 15 de gener de 1988 (Estats Units)    |
| El matrimoni de Sue Ellen i JR torna a empitjorar quan Kimberly deixa el seu marit i demana a JR que faci el mateix. Sue Ellen decideix barrejar negocis i diversió en la relació que té amb Nicholas Pearce.                                                                           |                   |                                                                                        |                 |                        |                                       |
| 268 | 17                | «Vals d'aniversari» «Anniversary Waltz»                                                | David Paulsen   | David Paulsen          | 22 de gener de 1988 (Estats Units)    |
| Tot i la complicada tàctica que JR fa servir per recuperar l'Ewing Oil a través de la Webstar Oil, li surt una competència inesperada. Bobby vol venjar-se del culpable, que sospita que ha provocat la batalla per la custòdia de Lisa.                                                |                   |                                                                                        |                 |                        |                                       |
| 269 | 18                | «Amor fratern» «Brotherly Love»                                                        | Linda Gray      | Leah Markus            | 5 de febrer de 1988 (Estats Units)    |
| Disposat a venjar-se de JR, Bobby apunta contra la cosa que més estima el seu germà. Sue Ellen hi fa la seva particular contribució estrenyent la seva relació amb Nicholas Pearce. Casey Denault concerta una cita amb la secretària de JR.                                            |                   |                                                                                        |                 |                        |                                       |
| 270 | 19                | «Plans i astúcies / Els plans més ben fets» «The Best Laid Plans»                      | Patrick Duffy   | Mitchell Wayne Katzman | 12 de febrer de 1988 (Estats Units)   |
| JR i Kimberly preparen una sorpresa escandalosa per a Sue Ellen. Per sort de Bobby, Lisa Alden no es presenta, en un gest que sembla la seva renúncia a continuar el plet. |                   |                                                                                        |                 |                        |                                       |
| 271 | 20                | «Senyals d'alarma» «Farlow's Follies»                                                  | Steve Kanaly    | Louella Lee Caraway    | 19 de febrer de 1988 (Estats Units)   |
| Miss Ellie es refugia en la beguda, desesperada per haver sorprès per segona vegada Clayton i Laurel junts. La conspiració de JR i Kimberly per treure's de sobte Sue Ellen falla. |                   |                                                                                        |                 |                        |                                       |
| 272 | 21                | «Les flors del mal / Malícia a Dallas» «Malice in Dallas»                              | Larry Hagman    | Arthur Bernard Lewis   | 26 de febrer de 1988 (Estats Units)   |
| April posa en perill la seva vida i la de Nicholas en saber-se la seva autèntica identitat. Preocupada per la possibilitat que Clayton tingui un embolic, Miss Ellie fuig de Southfork. Kimberly es troba amb Casey.                                                                    |                   |                                                                                        |                 |                        |                                       |
| 273 | 22                | «Història criminal» «Crime Story»                                                      | Patrick Duffy   | David Paulsen          | 4 de març de 1988 (Estats Units)      |
| April s'ha d'amagar quan uns individus la interroguen sobre Nicholas. Sue Ellen està preocupada per la conducta sobtadament misteriosa de Nicholas, i JR mira d'influir Cliff perquè no cedeixi les seves accions de Webstar.                                                           |                   |                                                                                        |                 |                        |                                       |
| 274 | 23                | «Tenir i retenir» «To Have and to Hold»                                                | Larry Hagman    | Leah Markus            | 11 de març de 1988 (Estats Units)     |
| April, tota aterroritzada, sucumbeix a la força bruta dels homes que l'amenacen i confessa la identitat de Nicholas. JR es prepara per a la batalla amb el doctor Styles, però Kimberly tem per la salut feble del seu pare.                                                            |                   |                                                                                        |                 |                        |                                       |
| 275 | 24                | «Càstig mortal» «Dead Reckoning»                                                       | David Paulsen   | Mitchell Wayne Katzman | 18 de març de 1988 (Estats Units)     |
| Clayton esclata de ràbia quan David Shulton revela a Ellie la cita que ha tingut amb Laurel. L'idil·li entre Bobby i Kay avança decididament. Quan torna de l'aeroport on ha acompanyat Jenna i Charlie, Ray ajuda una noia que té problemes.                                           |                   |                                                                                        |                 |                        |                                       |
| 276 | 25                | «Mai no diguis mai» «Never Say Never»                                                  | Cliff Fenneman  | Leonard Katzman        | 1 d'abril de 1988 (Estats Units)      |
| La detenció de Clayton, acusat d'assassinat, permet a JR atreure la bella i innocent Laurel Ellis. Kimberly i Styles demanen a Bobby que els ajudi a lluitar contra JR. |                   |                                                                                        |                 |                        |                                       |
| 277 | 26                | «L'últim dels bons jans» «Last of the Good Guys»                                       | Michael Preece  | Arthur Bernard Lewis   | 8 d'abril de 1988 (Estats Units)      |
| JR s'aprofita de tenir la prova d que exculpa Clayton de l'assassinat de David Shulton per treure'n avantatges, però, desconeixent les activitats de Bobby a Washington, li demana ajut en l'assumpte Styles i Webstar.                                                                 |                   |                                                                                        |                 |                        |                                       |
| 278 | 27                | «L'arma definitiva» «Top Gun»                                                          | Michael Preece  | David Paulsen          | 15 d'abril de 1988 (Estats Units)     |
| JR es prepara per controlar triomfalment la Webstar Oil. Nicholas revela el seu amagatall a Sue Ellen i Laurel contribueix a augmentar la indignació de Clayton explicant-li el xantatge sexual de JR.                                                                                  |                   |                                                                                        |                 |                        |                                       |
| 279 | 28                | «Converses de llit» «Pillow Talk»                                                      | Dwight Adair    | Leah Markus            | 29 d'abril de 1988 (Estats Units)     |
| Davant les conseqüències de la victòria de Sue Ellen, JR l'amenaça de no deixar-li veure més el seu fill. Bobby i Kay continuen mantenint una relació significativa. Ellie pren una decisió important amb relació a Clayton.                                                            |                   |                                                                                        |                 |                        |                                       |
| 280 | 29                | «Les coses ja no van bé a Southfork» «Things Ain't Goin' Too Good at Southfork, Again» | Linda Gray      | Mitchell Wayne Katzman | 6 de maig de 1988 (Estats Units)      |
| Una solitària Lucy retorna a Southfork i es troba que Miss Ellie ha pres una decisió que pot canviar el ranxo per sempre. Jenna, per la seva banda, retorna a una casa desagradablement buida. Sue Ellen ha de recular davant JR en el seu intent de recuperar John Ross.               |                   |                                                                                        |                 |                        |                                       |
| 281 | 30                | «La fortuna somriu, però no del tot» «The Fat Lady Singeth»                            | Leonard Katzman | Leonard Katzman        | 13 de maig de 1988 (Estats Units)     |
| JR declara obertament una guerra despietada contra el seu germà Bobby, Sue Ellen i Nicholas Pearce. Cliff rep notícies sorprenents de Pam. Lucy es troba el calculador Casey Denault. Ray i Jenna arriben a una decisió definitiva.                                                     |                   |                                                                                        |                 |                        |                                       |

### Temporada 12 (1988–89)
| Episodi | Episodi temporada | Títol                                                                                                 | Director        | Guionista                           | Data d'emissió original               |
| --- | ----------------- | --- | --------------- | ----------------------------------- | ------------------------------------- |
| 282 | 1                 | «Carrousel» «Carousel»                                                                                | Michael Preece  | Leonard Katzman                     | 28 d'octubre de 1988 (Estats Units)   |
| Les famílies de Southfork estan entristides pel fet que Sue Ellen disparés, en un atac de fúria, contra JR. Cliff arriba finalment a acarar-se amb Pam, mentre que Bobby lluita els seus sentiments cap a la seva dona. Clayton s'instal·la com a mig amo a Southfork. |                   | |                 |                                     |                                       |
| 283 | 2                 | «No hi ha amor més gran» «No Greater Love»                                                            | Russ Mayberry   | Simon Masters                       | 4 de novembre de 1988 (Estats Units)  |
| Cliff Barnes, decidit a deixar els negocis petrolers, ofereix la seva empresa a Bobby. Clayton Farlow li fa la mateixa oferta. JR torna a Southfork per recuperar el seu fill i Sue Ellen s'emporta John Ross fora. |                   | |                 |                                     |                                       |
| 284 | 3                 | «La crida del bosc» «The Call of the Wild»                                                            | Michael Preece  | Jonathan Hales                      | 11 de novembre de 1988 (Estats Units) |
| Sue Ellen, tot i tenir reconeguda la custòdia legal del seu fill, hi renuncia perquè ell pugui continuar vivint a Southfork. En un viatge amb Bobby i els seus fills, JR perd el cap per una dona. |                   | |                 |                                     |                                       |
| 285 | 4                 | «Del foc a les brases» «Out of the Frying Pan»                                                        | Russ Mayberry   | Mitchell Wayne Katzman              | 18 de novembre de 1988 (Estats Units) |
| La passió que JR sent per la jove Cally Harper el posa en una situació perillosa, de la qual no el salven ni el seu poder ni la seva astúcia. A petició de Miss Ellie, Bobby ofereix participació a l'Ewing Oil a un candidat ben inadequat. |                   | |                 |                                     |                                       |
| 286 | 5                 | «Treballs forçats» «Road Work»                                                                        | Michael Preece  | Arthur Bernard Lewis                | 2 de desembre de 1988 (Estats Units)  |
| Mentre JR es veu atrapat per una sinistra organització de gàngsters, el seu enemic de sempre, Cliff Barnes, col·labora amb Bobby com a nou soci de l'Ewing Oil. Clayton sospita un sabotatge quan veu sec el riu que passa per Southfork. |                   | |                 |                                     |                                       |
| 287 | 6                 | «Amor, guerra i punyeteries / Amor, guerra i tot l'embolic» «War and Love and the Whole Damned Thing» | Russ Mayberry   | Leonard Katzman                     | 9 de desembre de 1988 (Estats Units)  |
| JR, debilitat i afectat pels atacs dels seus germans, es casa amb la innocent Cally Harper en un intent desesperat de fugir de la venjança familiar. Sue Ellen afegeix Jeremy Wendell al bàndol atacant. |                   | |                 |                                     |                                       |
| 288 | 7                 | «Confrontació / Confrontació a cals Ewing» «Showdown at the Ewing Corral»                             | Michael Preece  | Mitchell Wayne Katzman              | 16 de desembre de 1988 (Estats Units) |
| JR, acabat de casar, aconsegueix fugir de l'espantós ranxo Harper mentre Southfork es prepara per a la guerra contra l'implacable McKay i els seus esbirros. Sue Ellen i Jeremy Wendell estrenyen la seva relació. |                   | |                 |                                     |                                       |
| 289 | 8                 | «Engany» «Deception»                                                                                  | Irving J. Moore | Arthur Bernard Lewis                | 6 de gener de 1989 (Estats Units)     |
| Per evitar la matança a què aboca l'enfrontament, McKay s'ofereix a comprar dues seccions del sagrat Southfork i JR contracta una colla de mercenaris per preparar la batalla. Bobby troba l'home del passat de Tracey. |                   | |                 |                                     |                                       |
| 290 | 9                 | «Contraatac» «Counter Attack»                                                                         | Michael Preece  | Leonard Katzman                     | 13 de gener de 1989 (Estats Units)    |
| La guerra augmenta la virulència quan Bobby jura venjar-se perquè Christopher ha estat víctima d'un foc creuat. Ell, Clayton, Ray i JR ajunten els seus mercenaris per combatre McKay i recuperar Southfork. |                   | |                 |                                     |                                       |
| 291 | 10                | «Paranys» «The Sting»                                                                                 | Irving J. Moore | Mitchell Wayne Katzman              | 20 de gener de 1989 (Estats Units)    |
| Miss Ellie tira endavant la liquidació de la sagrada Secció 40 sense saber que darrera Carter McKay hi ha Jeremy Wendell. JR inicia contactes secrets per participar en negocis amb April Stevens. |                   | |                 |                                     |                                       |
| 292 | 11                | «Les dues senyores Ewing» «The Two Mrs. Ewings»                                                       | Michael Preece  | Arthur Bernard Lewis                | 27 de gener de 1989 (Estats Units)    |
| Al tradicional Ball dels Barons del Petroli, s'hi fa una espectacular revelació. Cally, la nova esposa de JR, mira d'aclimatar-se a la sumptuositat de Soutfork. Sue Ellen rep la visita d'un amic de Hollywood. |                   | |                 |                                     |                                       |
| 293 | 12                | «Negatives» «The Switch»                                                                              | Irving J. Moore | Leonard Katzman                     | 3 de febrer de 1989 (Estats Units)    |
| Decidida a guanyar-se un lloc a Dallas, Cally recorre a una consellera no gaire adequada: Sue Ellen. Ella decideix comprar l'estudi cinematogràfic i Cliff sospita que April li saboteja els negocis. |                   | |                 |                                     |                                       |
| 294 | 13                | «Fill mort, pare viu / Pares i fills» «He-e-ere's Papa!»                                              | Patrick Duffy   | Louella Lee Caraway                 | 10 de febrer de 1989 (Estats Units)   |
| JR torna a tenir problemes quan el pare de Nicholas Pearce es presenta per buscar qui va matar el seu fill. John Ross mira d'evitar el divorci dels seus pares i coincideix amb JR a rebutjar Cally. |                   | |                 |                                     |                                       |
| 295 | 14                | «Cal buscar lloc per a la fletxa / Anades i vingudes» «Comings and Goings»                            | Larry Hagman    | Mitchell Wayne Katzman              | 17 de febrer de 1989 (Estats Units)   |
| Sue Ellen comença decididament la preparació d'una pel·lícula amb el guionista Don Lockwood, amb la intenció d'enfonsar finalment el poder de JR, que acaba de frustrar un negoci molt lucratiu a Cliff i Bobby en negar-se a vendre uns terrenys de l'Ewing Oil. |                   | |                 |                                     |                                       |
| 296 | 15                | «La camperola / Noia de pagès» «County Girl»                                                          | Patrick Duffy   | Arthur Bernard Lewis                | 24 de febrer de 1989 (Estats Units)   |
| Cally trasbalsa JR amb una notícia que transformarà la seva vida per sempre. April continua participant, amb un sentiment de culpa creixent, en les intrigues de JR contra Bobby i Cliff. Sue Ellen revela els seus sentiments més íntims a Lockwood en lliurar-li els seus diaris personals. |                   | |                 |                                     |                                       |
| 297 | 16                | «El blues del casament» «Wedding Bell Blues»                                                          | Larry Hagman    | Howard Lakin                        | 24 de febrer de 1989 (Estats Units)   |
| Sobre un fons de tempesta amenaçador, Southfork prepara un altre dels seus espectaculars i excepcionals casaments. Carter McKay s'adona que el seu fill Tommy no s'ha alliberat totalment de l'addicció a les drogues, però sí que s'ha fixat en l'atractiva i rica April. La relació entre Bobby i Tracey es ressent de la tensió entre el germà i el pare d'ella. |                   | |                 |                                     |                                       |
| 298 | 17                | «Tal com erem» «The Way We Were»                                                                      | Patrick Duffy   | Louella Lee Caraway                 | 3 de març de 1989 (Estats Units)      |
| Bobby inicia una guerra fratricida amb la seva reacció furiosa contra JR per no respectar l'acord de consultar-se mútuament en els negocis. Sue Ellen vol conèixer Lockwood més a fons i per això busca informació sobre el seu passat. |                   | |                 |                                     |                                       |
| 299 | 18                | «L'ullal de la serp» «The Serpent's Tooth»                                                            | Larry Hagman    | Arthur Bernard Lewis i Howard Lakin | 10 de març de 1989 (Estats Units)     |
| Aprofitant-se de la desesperada necessitat de diners que té Tommy McKay, JR fa servir el fill de Carter McKay en la seva trama per apoderar-se del gran negoci de Webstar. Bobby busca la manera de revitar el seu idil·li amb Tracey. |                   | |                 |                                     |                                       |
| 300 | 19                | «Tres-cents» «Three Hundred»                                                                          | Patrick Duffy   | Leonard Katzman                     | 17 de març de 1989 (Estats Units)     |
| Els dos germans Ewing, JR i Bobby, es queden atrapats en un ascensor al vespre. La situació es converteix en una batalla de desitjos i d'enginy, amb un Bobby molt agressiu. La disensió se centrarà en la lluita de l'Ewing Oil i en les consideracions sobre les vides dels dos germans. |                   | |                 |                                     |                                       |
| 301 | 20                | «Pluges d'abril» «April Showers»                                                                      | Irving J. Moore | Howard Lakin                        | 31 de març de 1989 (Estats Units)     |
| Els germans Ewing es tornen a associar i centren el punt de mira en el negoci més gran de la història contra Carter McKay i la Webstar. April Stevens s'interposarà entre Bobby i Tracey per convèncer la noia que el seu germà Tommy és perillós. Sue Ellen i Don Lockwood viatgen a una platja de Malibú per preparar el repartiment de la pel·lícula. Cally procurarà millorar les seves maneres i accedirà a ajudar JR en els seus negocis. |                   | |                 |                                     |                                       |
| 302 | 21                | «En marxa / Som-hi, doncs!» «And Away We Go!»                                                         | Steve Kanaly    | Arthur Bernard Lewis                | 7 d'abril de 1989 (Estats Units)      |
| L'afer amorós de Bobby i Tracey s'acaba quan Carter McKay prova d'atacar Bobby, que ha apallissat el seu fill Tommy. Tommy ha maltractat molt durament l'amiga de Bobby April Stevens. Afton Cooper, antiga amiga de Cliff Barnes, torna a Dallas. Sue Ellen se sent insegura amb el guionista Lockwood perquè la història de la seva vida està a punt de rodar-se. |                   | |                 |                                     |                                       |
| 303 | 22                | «El camí empedrat de groc / Yellow brick road» «Yellow Brick Road»                                    | Cliff Fenneman  | Leonard Katzman                     | 14 d'abril de 1989 (Estats Units)     |
| JR i Cally, de viatge de noces, i Bobby són a Salzburg per negocis. Bobby hi rebrà una visita inesperada. La intenció del germans Ewing és aconseguir el contracte amb l'empresa europea que Carter McKay també persegueix. A Dallas, la desaparició de Clayton ha mobilitzat Ellie i la policia. |                   | |                 |                                     |                                       |
| 304 | 23                | «El so dels diners» «The Sound of Money»                                                              | Irving J. Moore | Arthur Bernard Lewis                | 28 d'abril de 1989 (Estats Units)     |
| Els Ewing van cap a Viena en la seva batalla pel contracte del petroli europeu. En Bobby i l'April aprofundeixen la seva relació dalt de la famosa muntanya Maria de Salzburg i els Ewing van a veure els espectaculars cavalls Lippizaner de Viena. JR hi troba un antic amor. Mentrestant, al ranxo, en Clayton encara no pot retenir els records i la Sue Ellen explica la seva pel·lícula a l'Ellie. En Cliff demana a l'Afton que es casi amb ell. |                   | |                 |                                     |                                       |
| 305 | 24                | «El gran vals de Texas» «The Great Texas Waltz»                                                       | Linda Gray      | Howard Lakin                        | 5 de maig de 1989 (Estats Units)      |
| A la romàntica ciutat de Viena, Vanessa Beaumont, l'única dona que ha arribat a trencar el cor a JR, l'obliga a escollir entre ella i el seu amor per la Cally. A l'antiga i espectacular Biblioteca Nacional de Viena, McKay suggereix a l'April que convenci en Bobby perquè no vagi més al darrere del contracte del petroli europeu. En JR i la Cally i en Bobby i l'April s'endinsen en l'amor i la intriga mentre ballen al magnífic saló de ball Grand Viena. A Dallas, en Cliff s'entesta a descobrir si la filla de l'Afton és seva. Ellie intenta tornar a portar en Clayton a Southfork. La Sue Ellen i en Don Lockwood dinen amb en John Ross, molt recelós. |                   | |                 |                                     |                                       |
| 306 | 25                | «Missió a Moscou» «Mission to Moscow»                                                                 | Michael Preece  | Leonard Katzman                     | 12 de maig de 1989 (Estats Units)     |
| El capitalista de més mala fama d'Amèrica, JR Ewing, viatja a Moscou, la meca del comunisme. Davant la insistència de la Vanessa, en JR i en Bobby marxen de Viena per anar a una trobada misteriosa i decisiva a la Plaça Roja. La Cally interroga en JR sobre la seva relació amb la Vanessa. Al ranxo, la Sue Ellen canvia d'opinió sobre la seva relació amb en Don després d'haver filmat una escena amb els actors que fan de 'Sue Ellen' i 'JR'. La cara de la Sue Ellen desperta la memòria d'en Clayton. En Cliff està convençut que té proves de ser el pare de la filla de l'Afton.                                                                           |                   | |                 |                                     |                                       |
| 307 | 26                | «La vida en una pel·lícula» «Reel Life»                                                               | Irving J. Moore | Arthur Bernard Lewis i Howard Lakin | 19 de maig de 1989 (Estats Units)     |
| La Sue Ellen organitza una sessió especial per a en JR de la pel·lícula que podria arruïnar-li la vida i convertir-lo en la riota de Texas. L'Ellie està preocupada pel festeig d'en Bobby i l'April. En Cliff corre perill en la seva recerca per un anònim que li telefona. La Sue Ellen explica a la Cally, la nova dona d'en JR, les seves reflexions turbulentes sobre la vida amb ell. |                   | |                 |                                     |                                       |

### Temporada 13 (1989–90)
| Episodi | Episodi temporada | Títol                                                                         | Director        | Guionista                  | Data d'emissió original |
| --- | ----------------- | ----------------------------------------------------------------------------- | --------------- | -------------------------- | ----------------------- |
| 308 | 1                 | «El fantasma de la torre de petroli» «Phantom of the Oil Rig»                 | Irving J. Moore | Howard Lakin               | 22 de setembre de 1989  |
| JR està enfurismat i desitjós de venjança a causa del xantatge que li ha fet la Sue Ellen amb la seva pel·lícula amenaçadora. Estomacat i ple de blaus, en Cliff Barnes reprèn la seva recerca de l'evasiva Alton Cooper i l'April. Mentre intenta defensar-se d'unes trucades amenaçadores rep una visita sorpresa desagradable; en Bobby i en JR inicien una guerra amb en Carter McKay en la lluita per comprar els contractes del petroli de Webstar. La senyoreta Ellie i en Clayton s'endinsen en el desconegut en emprendre una recerca per esbrinar el misteri al voltant de la clau que van enviar a en Jock; l'art de la Cally és reconegut per l'Alex Barton, un galerista amable i influent que li promet que la introduirà en un món nou i emocionant; i el perillós Tommy McKay torna a Dallas amb una nova imatge i una nova actitud dubtoses. |                   |                                                                               |                 |                            |                         |
| 309 | 2                 | «Les taques del lleopard» «The Leopard's Spots»                               | Michael Preece  | Leonard Katzman            | 22 de setembre de 1989  |
| 310 | 3                 | «Un riu de petroli / Plora'm un riu de petroli» «Cry Me a River of Oil»       | Dwight Adair    | Lisa Seidman               | 29 de setembre de 1989  |
| Després d'haver estès massa l'Ewing Oil d'amagat del seu germà, en JR lluita frenèticament per assegurar-se una quantitat de petroli suficient per arribar a una data límit potencialment fatal. Mentrestant, la Cally s'assabenta de la cita d'en JR amb l'April. |                   |                                                                               |                 |                            |                         |
| 311 | 4                 | «Boom / Ka-buuum!» «Ka-booooom!»                                              | Michael Preece  | Louella Lee Caraway        | 6 d'octubre de 1989     |
| Per venjar-se, en Tommy posa un explosiu a la cartera d'en Bobby. A costa de la seva germana April, la Michelle busca la manera d'atreure en Cliff. Desesperat per dur a terme el seu contracte secret, en JR compra un petrolier en mal estat per transportar-hi el cru. En Bobby deixa ben clar a en Cliff que és ell qui mana a l'Ewing Oil. |                   |                                                                               |                 |                            |                         |
| 312 | 5                 | «La posta i l'alba / La posta, l'alba» «Sunrise, Sunset»                      | Dwight Adair    | Howard Lakin               | 13 d'octubre de 1989    |
| En Carter McKay i el seu fill, Tommy, tenen un enfrontament fatal. La Michelle decideix jugar al joc de 'Cliff contra JR'. Mentre, arriba el petrolier d'en JR, i un misteriós intrús li canviarà la vida per sempre. |                   |                                                                               |                 |                            |                         |
| 313 | 6                 | «Orgull i prejudici / L'orgull i el prejudici» «Pride and Prejudice»          | Michael Preece  | Leonard Katzman            | 20 d'octubre de 1989    |
| Malgrat la seva actitud arrogant, el nou habitant de Dallas, James Richard Beaumont, causa força impressió a JR i a d'altres membres del clan Ewing. S'acosta la resolució misteriosa al poble de Pride, a Texas, i l'Ellie deixa parat a en Clayton amb una jugada sorprenent. La Cally i en JR queden consternats per la inesperada aparició d'un visitant no benvingut. |                   |                                                                               |                 |                            |                         |
| 314 | 7                 | «Pares i altres desconeguts» «Fathers and Other Strangers»                    | Irving J. Moore | Lisa Seidman               | 3 de novembre de 1989   |
| La Vanessa Beaumont va a Dallas a buscar el seu fill James, que està decidint si es quedarà a viure a Southfork o no. Quan s'acaba la seva recerca enigmàtica a Montana, l'Ellie i en Clayton queden sorpresos de la seva descoberta. En Cliff i en JR tornen a enfrontar-se, i la Michelle vol plegar amb en Cliff. |                   |                                                                               |                 |                            |                         |
| 315 | 8                 | «Marea negra» «Black Tide»                                                    | Michael Preece  | Howard Lakin               | 10 de novembre de 1989  |
| En una reunió familiar emotiva i informal al club dels Barons del Petroli, l'alegria d'en JR en descobrir que en James és el seu fill esdevé efímera a causa de la irrupció d'una bomba encara més forta. En Bobby i en JR queden aclaparats quan en Carter McKay entra cridant contra l'Ewing Oil. La Cally, desolada en saber que la Vanessa i en JR tenen un fill, escridassa la Vanessa. |                   |                                                                               |                 |                            |                         |
| 316 | 9                 | «Estimat pare» «Daddy's Dearest»                                              | Irving J. Moore | Mitchell Wayne Katzman     | 17 de novembre de 1989  |
| Michelle, jugant amb els uns i amb els altres, se'n va a viure amb Cliff mentre que James fa el que pot per atraure-la cap a la seva banda. John Ross i Cally estan gelosos del poder que James té sobre JR. April proporciona a Bobby l'antídot perfecte per als seus maldecaps. |                   |                                                                               |                 |                            |                         |
| 317 | 10                | «La fúria de l'infern» «Hell's Fury»                                          | Patrick Duffy   | Lisa Seidman               | 1 de desembre de 1989   |
| El món rosat de Cally s'enfonsa quan veu JR amb una dona que coneix. Disgustada per aquesta aparent infidelitat, Cally es llança en braços d'Alex. James, seguint les tàctiques seductores del seu pare, atrau Michelle cap a la seva banda. |                   |                                                                               |                 |                            |                         |
| 318 | 11                | «La Cally sobre la teulada de zenc» «Cally On a Hot Tin Roof»                 | Larry Hagman    | Howard Lakin               | 8 de desembre de 1989   |
| La Cally retreu a Michelle i JR la seva suposada relació i acaba confessant, en canvi, que va passar una nit amb Alex. JR s'indigna de mala manera i ella va a buscar el consol en la persona menys adequada: James. La bona relació entre Bobby i Kay molesta April. |                   |                                                                               |                 |                            |                         |
| 319 | 12                | «Sexe, mentides i una cinta de vídeo» «Sex, Lies and Videotape»               | Cliff Fenneman  | Leonard Katzman            | 15 de desembre de 1989  |
| Cally acorda amb JR oblidar el passat sense saber quina n'ha preparat ell per a Alex Barton. McKay organitza un pla tortuós per assegurar la fidelitat de Cliff a la Webstar. James s'horroritza de la manera de comportar-se de JR a la feina i al llit. |                   |                                                                               |                 |                            |                         |
| 320 | 13                | «Història de dues ciutats» «A Tale of Two Cities»                             | Leonard Katzman | Arthur Bernard Lewis       | 5 de gener de 1990      |
| JR prescindeix de l'ètica a l'hora de buscar aliats dins el comitè d'investigació. Bobby i April cada vegada s'acosten més a l'altar. Michelle comunica un indici acusatori contra McKay a un interlocutor sorprès. Cally i Lucy s'embarquen en la primera exposició artística. |                   |                                                                               |                 |                            |                         |
| 321 | 14                | «El dia del judici» «Judgement Day»                                           | Patrick Duffy   | Amy Tebo                   | 12 de gener de 1990     |
| El comitè investigador decideix deixar el futur de l'Ewing Oil en mans de Cliff Barnes. En adonar-se de la caiguda dels Ewing, Carter McKay es llança amb una oferta de compra. Mentre James es capfica pel trencament amb Michelle, JR li descarrega al damunt la seva ràbia per l'abandó de Michelle. Ella confessa a Cliff el seu doble joc. |                   |                                                                               |                 |                            |                         |
| 322 | 15                | «Allibera el meu cor» «Unchain My Heart»                                      | Irving J. Moore | Jackie Zabel i Bryce Zabel | 19 de gener de 1990     |
| Stephanie Rogers, una experta en relacions públiques, es fa càrrec de les inútils ambicions polítiques de Cliff, sense saber que Carter McKay prepara la seva venjança. L'idil·li intermitent de James i Michelle s'encén altre cop en retrobar-se tots dos. Bobby regala finalment a April un anell de compromís. |                   |                                                                               |                 |                            |                         |
| 323 | 16                | «Somniar no costa res» «I Dream of Jeannie»                                   | Cliff Fenneman  | Lisa Seidman               | 2 de febrer de 1990     |
| Un Bobby hipnotitzat empaita el fantasma de la dona que podria ser la seva ex-dona Pam. JR fa servir un mètode curiós per aconseguir l'ajuda de Blackie Callahan, un llegendari magnat del petroli. James estableix contacte amb dos socis molt interessants. |                   |                                                                               |                 |                            |                         |
| 324 | 17                | «Després de mitjanit» «After Midnight»                                        | Ken Kercheval   | Howard Lakin               | 9 de febrer de 1990     |
| Bobby s'adona de l'obsessió que té per Jeanne, la dona que s'assembla a Pam. April es penedeix d'haver trencat amb Bobby. James esquiva les insinuacions sexuals de la filla del seu soci. JR i Blackie pateixen el xoc més fort de la seva vida. |                   |                                                                               |                 |                            |                         |
| 325 | 18                | «Trames / Tramats i ordits» «The Crucible»                                    | Larry Hagman    | Leonard Katzman            | 16 de febrer de 1990    |
| Pare i fill arriben als punys quan JR humilia James intercedint a favor seu en un negoci. Cally i Lucy es fiquen amb les germanes Steven. Clayton rep una sinistra invitació a redactar el testament. |                   |                                                                               |                 |                            |                         |
| 326 | 19                | «Éssers estimats i gent amable» «Dear Hearts and Gentle People»               | Irving J. Moore | Louella Lee Caraway        | 23 de febrer de 1990    |
| 327 | 20                | «Paradís perdut» «Paradise Lost»                                              | Patrick Duffy   | Lisa Seidman               | 9 de març de 1990       |
| JR trama una enginyosa conspiració per treure's Cally del damunt. Michelle busca l'ajut de Cliff per perjudicar McKay quan sospita que li ha sabotejat els negocis, però James té idees més riques per venjar-se. Una altra mort misteriosa decideix Clayton i Ellie a investigar el cas dels bessons Ward. |                   |                                                                               |                 |                            |                         |
| 328 | 21                | «El poder d'un testament» «Will Power»                                        | Larry Hagman    | Ken Horton                 | 16 de març de 1990      |
| JR es veu obligat a prendre mesures desesperades quan Cally vol fer funcionar el seu matrimoni. Amb l'ajut de James, Cally apareix en un programa de televisió sobre dones casades amb homes grans. Clayton i Ellie descobreixen un nou assassinat i el sospitós els resulta molt conegut. |                   |                                                                               |                 |                            |                         |
| 329 | 22                | «La cobra somrient» «The Smiling Cobra»                                       | Cliff Fenneman  | Howard Lakin               | 30 de març de 1990      |
| Cally i James col·laboren més estretament per contrarestar les maniobres brutes de JR. Michelle vol venjar-se de qui va fer fracassar el projecte de club de solters que havia fet amb April sense saber com n'és de poderós el culpable. Bobby i April fixen la data de casament. |                   |                                                                               |                 |                            |                         |
| 330 | 23                | «El retorn de Jessica» «Jessica Redux»                                        | Irving J. Moore | Leonard Katzman            | 6 d'abril de 1990       |
| JR crea problemes 'accidentalment' entre James i Michelle. Ellie ajuda el seu fill de sota mà. Stephanie s'estranya dels avanços intuïtius de JR perquè no sap que ha llegit el seu diari. Bobby demana a Cliff que li faci de padrí al casament. |                   |                                                                               |                 |                            |                         |
| 331 | 24                | «Embolics familiars» «Family Plot»                                            | Patrick Duffy   | Lisa Seidman               | 13 d'abril de 1990      |
| Cally i James estan disposats a venjar-se altre cop de JR, l'home que tots dos odien apassionadament. Clayton sap que era la seva germana Jessica qui volia matar-lo, però es queda de pedra en rebre notícies de Dusty. JR envia el seu fill a Europa amb la seva mare per allunyar-lo del seu projecte d'assassinar Cally. |                   |                                                                               |                 |                            |                         |
| 332 | 25                | «Quan ha portat mala sort casar-se a Southfork?» «The Southfork Wedding Jinx» | Irving J. Moore | Howard Lakin               | 27 d'abril de 1990      |
| Cally i James engeguen el seu pla per enganyar JR. Clayton decideix reclamar judicialment la custòdia de les accions de Jessica sense saber que JR ja s'ha introduït al sanatori mental on ella està reclosa. Lucy s'acomiada a Dallas. |                   |                                                                               |                 |                            |                         |
| 333 | 26                | «Tres-tres-tres (1a part)» «Three, Three, Three, Part I»                      | Leonard Katzman | Leonard Katzman            | 4 de maig de 1990       |
| JR, aïllat al sanatori mental, aconsegueix no aixecar sospites, es fica al llit d'una espectacular 'viuda negra' i obliga Jessica a cedir-li el control de les accions de la Webstar. Però Cally i James no el deixen sortir del sanatori. |                   |                                                                               |                 |                            |                         |
| 334 | 27                | «Tres-tres-tres (2a part)» «Three, Three, Three, Part II»                     | Leonard Katzman | Leonard Katzman            | 11 de maig de 1990      |

### Temporada 14 (1990–91)
| Episodi | Episodi temporada | Títol                                                                               | Director        | Guionista              | Data d'emissió original |
| --- | ----------------- | ----------------------------------------------------------------------------------- | --------------- | ---------------------- | ----------------------- |
| 335 | 1                 | «Abril a París» «April in Paris»                                                    | Leonard Katzman | Leonard Katzman        | 2 de novembre de 1990   |
| La frustració de JR augmenta veient que no hi ha forma d'escapar-se del sanatori mental. La romàntica lluna de mel entre Bobby i April queda interrompuda per l'aparició de l'enigmàtica Sheila Foley. Cally comença a canviar de pensament sobre la retenció de JR veient com s'aprofita James. |                   |                                                                                     |                 |                        |                         |
| 336 | 2                 | «Xarada» «Charade»                                                                  | Irving J. Moore | Howard Lakin           | 9 de novembre de 1990   |
| Bobby coneix Mark Harris, un ciclista a qui ofereix suport financer. D'altra banda, Bobby es troba embolicat en un perillós joc d'endevinalles amb Sheila Foley per voler rescatar la seva esposa. JR es juga la vida dins el sanatori. James comença a perdre diners en una partida de pòquer. |                   |                                                                                     |                 |                        |                         |
| 337 | 3                 | «L'últim petó» «One Last Kiss»                                                      | Leonard Katzman | Lisa Seidman           | 16 de novembre de 1990  |
| JR mira de buscar aliats entre els pacients del sanatori per garantir la seva seguretat, però experimenta per primera vegada el terror quan el metge li diu que s'ha de sotmetre a una teràpia de drogues. Bobby fa un últim intent amb el seu amic ciclista per recuperar la seva esposa. |                   |                                                                                     |                 |                        |                         |
| 338 | 4                 | «Situació límit» «Terminus»                                                         | Irving J. Moore | Mitchell Wayne Katzman | 23 de novembre de 1990  |
| Continuant el joc d'endevinalles, Bobby participa en una recepció important de la indústria petrolera, sense sospitar els terribles esdeveniments que s'acosten. JR retorna a Dallas i James, encegat per la vida que fa, es proposa combatre el seu pare. |                   |                                                                                     |                 |                        |                         |
| 339 | 5                 | «El túnel de l'amor» «Tunnel of Love»                                               | Michael Preece  | Howard Lakin           | 30 de novembre de 1990  |
| Bobby torna de París sol i convertit en un altre home. Liz oculta a Cliff els seus autèntics sentiments per protegir-lo de la conspiració que l'envolta. James busca aliats per eliminar JR. |                   |                                                                                     |                 |                        |                         |
| 340 | 6                 | «En cos i ànima» «Heart and Soul»                                                   | Nick Havinga    | Lisa Seidman           | 7 de desembre de 1990   |
| Michelle s'indigna amb Bobby perquè ha tornat a Dallas sense April. JR rep la sorprenent visita de l'única dona que ha estimat a la vida i fa xantatge a Rose, l'esposa de McKay. En canvi, James ofereix informació a McKay per atacar JR, mentre Johnny Dancer amenaça la Webstar, la nineta dels ulls de McKay. |                   |                                                                                     |                 |                        |                         |
| 341 | 7                 | «Els fabulosos nois Ewing» «The Fabulous Ewing Boys»                                | Michael Preece  | Leonard Katzman        | 14 de desembre de 1990  |
| La mort de Johnny Dancer converteix Carter McKay, Cliff Barnes i Liz Adams en sospitosos d'assassinat. Cally informa Vanessa que està embarassada. McKay, que era a l'hotel de Dancer la nit del crim, demana a Rose que menteixi per protegir-lo. |                   |                                                                                     |                 |                        |                         |
| 342 | 8                 | «L'arxiu d'Odessa» «The Odessa File»                                                | Nick Havinga    | Howard Lakin           | 21 de desembre de 1990  |
| Lee Ann de la Vega és una magnat petrolífera veneçolana que mira d'atraure JR en un intent de comprar l'Ewing Oil. Malgrat les objeccions vehements de JR, Bobby decideix desvincular-se de l'empresa. Bobby i Michelle fan una descoberta sorprenent sobre la identitat real de Sheila Foley. |                   |                                                                                     |                 |                        |                         |
| 343 | 9                 | «A la deriva» «Sail On»                                                             | Michael Preece  | Lisa Seidman           | 4 de gener de 1991      |
| Les coses cada vegada van pitjor a JR, que veu com l'Ewing Oil se li escapa de les mans. James fa un anunci sorpresa sobre Cally, i diu ben clar a Vanessa que està en contra del seu casament. Cliff lluita per mantenir la seva carrera política, malgrat ser sospitós de l'assassinat de Johnny Dancer. |                   |                                                                                     |                 |                        |                         |
| 344 | 10                | «Venut al millor postor» «Lock, Stock and Jock»                                     | Nick Havinga    | Mitchell Wayne Katzman | 11 de gener de 1991     |
| La posició de JR perilla encara més a partir del moment que Lee Ann controla l'Ewing Oil i planeja amb Michelle la manera d'eliminar-ho. Liz accepta l'oferta de matrimoni de Cliff i Bobby torna amb Liz per trobar Sheila. |                   |                                                                                     |                 |                        |                         |
| 345 | 11                | «S de seducció» «"S" Is for Seduction»                                              | Michael Preece  | Howard Lakin           | 18 de gener de 1991     |
| R tolera l'actitud de Lee Ann sense adonar-se que cau a la seva trampa. Ella conspira amb la col·laboració de Michelle. Bobby descobreix l'autèntica identitat de Sheila. |                   |                                                                                     |                 |                        |                         |
| 346 | 12                | «Intrigues femenines / Dones intrigants» «Designing Women»                          | Irving J. Moore | Lisa Seidman           | 1 de febrer de 1991     |
| LeeAnn continua seduint JR en la fase final del seu pla refinat per canviar dràsticament la seva vida personal i professional. Es descobreix l'assassí de Johnny Dancer però es mantenen secrets detalls que afecten Cliff i Carter McKay. |                   |                                                                                     |                 |                        |                         |
| 347 | 13                | «La capsa de les sorpreses» «90265»                                                 | Leonard Katzman | Leonard Katzman        | 8 de febrer de 1991     |
| JR es veu obligat a acceptar que Michelle es converteixi en propietària de l'Ewing Oil. Després es queda astorat quan James li explica que Michelle és la seva dona. Bobby troba la filla de Sheila Foley a Malibú. La presència de James i Michelle a Southfork converteix la casa en un camp de batalla. |                   |                                                                                     |                 |                        |                         |
| 348 | 14                | «Contractes perillosos» «Smooth Operator»                                           | Larry Hagman    | Lisa Seidman           | 15 de febrer de 1991    |
| Bobby està satisfet dels resultats d'haver utilitzat Jory per arribar a Shella Foley, la seva mare, però no està segur dels seus sentiments. JR s'assabenta del pseudo-matrimoni de Michelle i James i conspira per recuperar l'Ewing Oil. També fa xantatge a un senador perquè ajorni el nomenament de Cliff com a màxim responsable governamental d'energia.                                                                                                 |                   |                                                                                     |                 |                        |                         |
| 349 | 15                | «N'hi ha que guanyen, n'hi ha que perden» «Win Some, Lose Some»                     | Patrick Duffy   | Mitchell Wayne Katzman | 1 de març de 1991       |
| Malgrat l'actuació mútua que experimenten, James i Michelle juguen l'un amb l'altre: James convida la seva xicota a esmorzar i Michelle convida el seu secretari a un sopar a Southfork. Liz ofereix vendre la seva empresa a JR a canvi del nomenament de Cliff com a assessor governamental d'energia. |                   |                                                                                     |                 |                        |                         |
| 350 | 16                | «Pares i fills, i fills i pares» «Fathers and Sons and Fathers and Sons»            | Larry Hagman    | Arthur Bernard Lewis   | 8 de març de 1991       |
| Bobby i JR deixen de banda els seus problemes per dur els seus fills James Richard, John Ross i Christopher, a una auntèntica conducció de bestiar que es fa a Southfork. Les relacions entre Cliff i Liz empitjoren perquè ella el troba amb una altra dona. |                   |                                                                                     |                 |                        |                         |
| 351 | 17                | «Quan bufa el vent» «When the Wind Blows»                                           | Patrick Duffy   | Louella Lee Caraway    | 29 de març de 1991      |
| Malgrat els dubtes de JR de revelar a James l'arribada de Debra Lynn a Dallas, sent simpatia per ella i pel fill que podria ser el seu net, Jimmy. Cliff acusa Liz d'haver-lo implicat en l'assassinat de Johnny Dancer. |                   |                                                                                     |                 |                        |                         |
| 352 | 18                | «Aquests maleïts Ewing» «Those Darned Ewings»                                       | Dwight Adair    | Ken Horton             | 5 d'abril de 1991       |
| JR, que cada cop n'està més del seu net Jimmy, ha de decidir si anima James a mantenir el seu matrimoni amb Debra perquè Jimmy continuï amb la família o si és millor que James es divorciï i torni a casar-se amb Michelle perquè la família pugui conservar els seus interessos a l'Ewing Oil. |                   |                                                                                     |                 |                        |                         |
| 353 | 19                | «Adéu, amor meu» «Farewell, My Lovely»                                              | Patrick Duffy   | Lisa Seidman           | 12 d'abril de 1991      |
| En descobrir que el fill de Cally és seu, JR deixa Southfork per buscar-la. Clayton torna amb notícies extraordinàries d'Ellie. James estreny més la relació amb el seu fill Jimmy i la seva dona. Cliff mira d'atreure Michelle. |                   |                                                                                     |                 |                        |                         |
| 354 | 20                | «Les dones i els nens primer» «Some Leave, Some Get Carried Out»                    | Leonard Katzman | Leonard Katzman        | 19 d'abril de 1991      |
| A petició de la filla de Jory, Hillary Taylor admet trobar-se amb Bobby a Southfork sense adonar-se del perill que corre. James enfonsa emocionalment Michelle en decidir mantenir el seu matrimoni amb Debra Lynn i anar-se'n de Southfork. |                   |                                                                                     |                 |                        |                         |
| 355 | 21                | «Decadència i caiguda de l'imperi Ewing» «The Decline and Fall of the Ewing Empire» | Ken Kercheval   | Lisa Seidman           | 26 d'abril de 1991      |
| JR s'enfronta amb la seva màxima derrota a causa del retorn d'un antic enemic desitjós de venjança. JR ajuda Michelle a començar una vida nova. Bobby frena la seva ira i diu adéu a Jory. |                   |                                                                                     |                 |                        |                         |
| 356 | 22                | «Trencaclosques (1a part)» «Conundrum, Part I»                                      | Leonard Katzman | Leonard Katzman        | 3 de maig de 1991       |
| Un desesperat JR rep la visita d'Adam, un àngel, que li dona una visió del que hauria estat la vida si ell no hagués nascut. |                   |                                                                                     |                 |                        |                         |
| 357 | 23                | «Trencaclosques (2a part)» «Conundrum, Part II»                                     | Leonard Katzman | Leonard Katzman        | 3 de maig de 1991       |
| Continuació de l'episodi anterior. Per a aquest capítol, l'últim de la sèrie, tornen a Dallas Kristen Shepard (a qui veiem per primera vegada des que la van trobar flotant de bocaterrosa a la piscina de Southfork), Sue Ellen (per primer cop des que va desaparèixer de la vida de JR per casar-se amb un cineasta de Londres), Ray Krebbs i Nick (que s'havien mort) i Gary Ewing i Valeno (que fa més de deu anys que es van traslladar a Knots Landing). |                   |                                                                                     |                 |                        |                         |

### Telefilms i reunions (1986–2004)
| Episodi | Títol                                     | Director                 | Guionista                                                                                 | Data d'emissió original |
| ------- | ----------------------------------------- | ------------------------ | ----------------------------------------------------------------------------------------- | ----------------------- |
| 01      | «Dallas: The Early Years»                 | Larry Elikann            | David Jacobs                                                                              | 23 de març de 1986      |
| 02      | «Dallas: J.R. Returns»                    | Leonard Katzman          | Arthur Bernard Lewis (guió i adaptació televisiva) Leonard Katzman (adaptació televisiva) | 15 de novembre de 1996  |
| 03      | «Dallas: War of the Ewings»               | Michael Preece           | Arthur Bernard Lewis (guió i adaptació televisiva) Julie Sayres (adaptació televisiva)    | 24 d'abril de 1998      |
| 04      | «Dallas Reunion: The Return to Southfork» | Michael Dempsey          | Stephen Pouliot                                                                           | 7 de novembre de 2004   |
| 05      | «Bring Back... Dallas»                    | Simon Tucker Simon Urwin | Sense determinar                                                                          | 7 de juliol de 2007     |